# Baton Rouge
Pour les articles homonymes, voir Bâton Rouge (homonymie).
Baton Rouge (parfois Bâton-Rouge en français) est une ville des États-Unis, capitale de l'État américain de Louisiane. La ville compte 227 470 habitants, au sein d'une agglomération de 870 569 habitants (recensement officiel du Bureau de recensement des États-Unis de 2020),. Elle accueille le campus principal de l'université d'État de Louisiane (presque 36 000 étudiants inscrits) et de la Southern University.

## Orthographe et toponymie
Pour le nom en français, le Conseil pour le développement du français en Louisiane recommande l'orthographe « Bâton Rouge » ou « Bâton-Rouge »[réf. nécessaire], mais ces graphies avec accent circonflexe sont peu usitées. Le nom « Baton Rouge » est le plus utilisé, même dans le monde francophone, notamment par les dictionnaires et encyclopédies en français.
Le nom de « Bâton Rouge » fait référence aux totems amérindiens (Istrouma en chacta) présents dans plusieurs communautés et qui servaient aux cérémonies rituelles ou comme bornes frontières,,.

## Drapeau
Le drapeau de Baton Rouge arbore un champ cramoisi, qui représente les grandes nations autochtones qui habitaient autrefois la région et sur lequel se détache le nom de la ville, en lettres blanches cursives. Il porte dans sa partie gauche un écu au bord inférieur arrondi aux trois couleurs des États-Unis avec, dans le quart supérieur gauche la fleur de lys de la France, dans le quart supérieur droit, la castille de l'Espagne et dans la moitié inférieure l'union jack de la Grande-Bretagne, emblèmes des trois pays européens dont les couleurs ont flotté sur la ville.

## Géographie

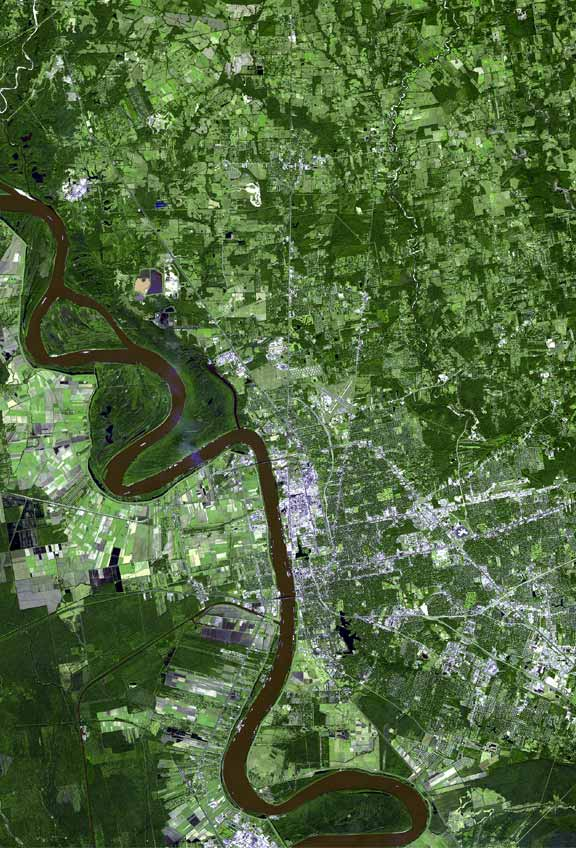
Image satellite de Baton Rouge et du Mississippi.

Baton Rouge se situe sur la rive est du Mississippi, à l'extrémité sud d'une série de falaises qui s'étendent vers le nord jusqu'à Vicksburg. Ces falaises appelées bluffs, qui constituent une digue naturelle du fleuve, sont datées par les géologues de la fin de la dernière période glaciaire.
Certains quartiers de la ville situés à l'ouest sont construits sur ces escarpements qui dominent la plaine alluviale du fleuve Mississippi, dont les sols riches et fertiles ont favorisé l'occupation humaine.
Plusieurs secteurs sont en terrain inondable. L'agglomération de Baton Rouge est traversée à l'est par la rivière Comité et au Sud par le bayou Manchac.
Le climat de Bâton-Rouge est subtropical : en hiver, la ville peut connaître des épisodes froids (cold waves ou vagues de froid venues du nord). Les étés sont très chauds et très humides à cause de l'envahissement des masses d'air tropical. La ville fut balayée par l'ouragan Katrina en 2005, sans connaître autant de dégâts que La Nouvelle-Orléans : on déplora quelques arbres arrachés et des coupures de courant électrique.

## Histoire

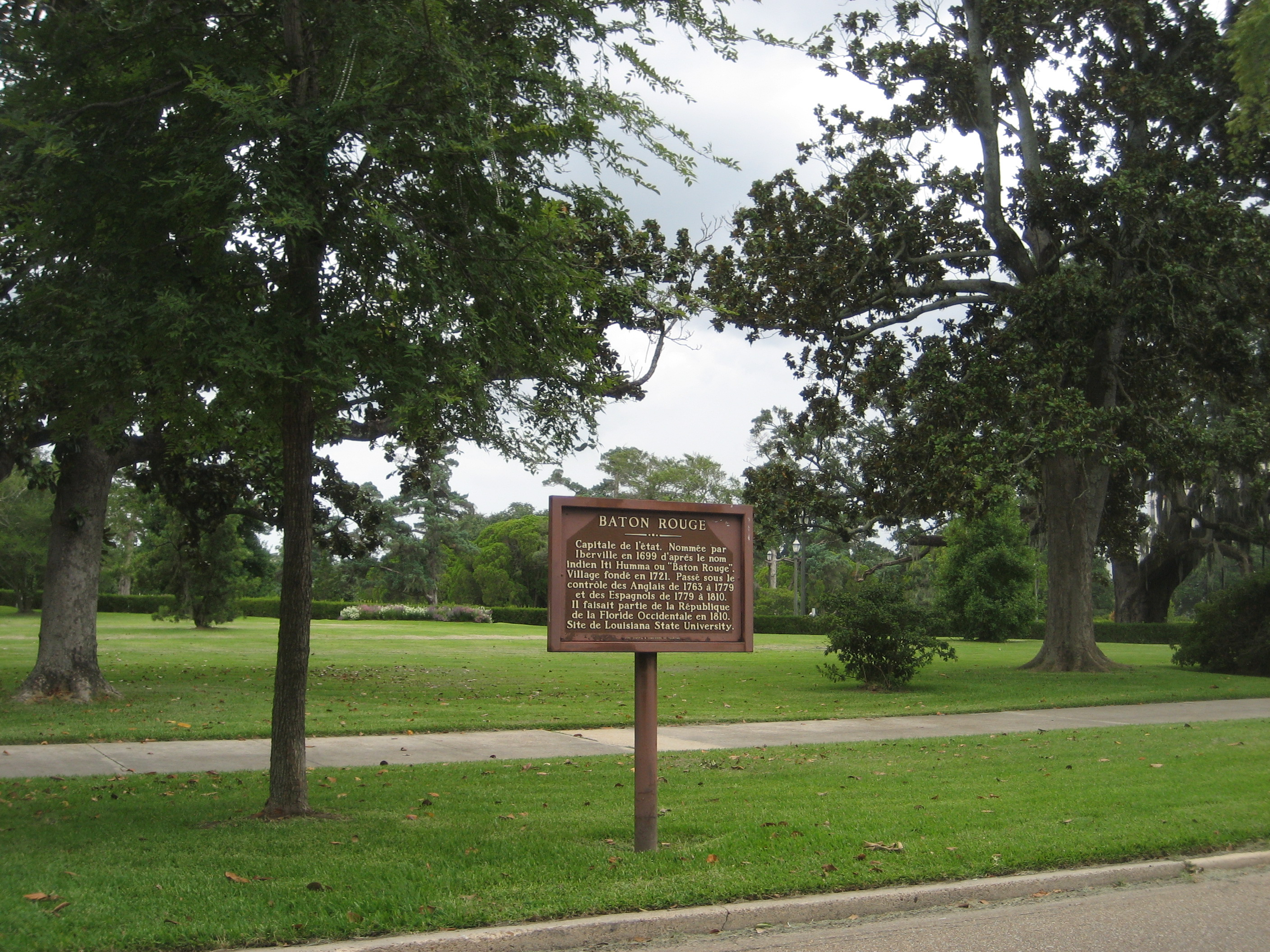
Panneau présentant, en français, l'historique de Baton Rouge.

Ainsi qu'en témoigne son drapeau, Baton Rouge a connu la souveraineté de diverses nations européennes avant de devenir une ville américaine en 1810. Elle constituait un avant-poste stratégique sur le Mississippi et un certain nombre de luttes et de batailles y ont été livrées au cours de son histoire pour en obtenir le contrôle.
| Appartenances historiques Nouvelle-France ( Royaume de France) 1721-1763 Floride occidentale britannique ( Royaume-Uni) 1763-1783 Floride occidentale espagnole ( Royaume d'Espagne) 1783-1810 République de Floride occidentale 1810 Territoire de Louisiane ( États-Unis) 1810-1812 Louisiane ( États-Unis) 1812-1861 Louisiane ( États confédérés) 1861-1862 Louisiane ( États-Unis) 1862-présent |

### Période coloniale

#### de 1699 à 1763: les Français
Le site de la ville actuelle fut découvert en 1699 par des explorateurs français menés par Pierre Le Moyne d'Iberville, chargé par le roi Louis XIV de retrouver l'embouchure du Mississippi et de coloniser la Louisiane que les Britanniques convoitaient. Parti de La Rochelle en septembre 1698, avec deux frégates, La Badine et Le Marin, le navigateur fait escale à Brest puis à Saint-Domingue, colonie française à Haïti, d'où il met le cap, au nord, vers la Floride puis à l'ouest, vers le golfe du Mexique dont il remonte la côte nord vers le Mississippi. Laissant sa légère flotte entre Cat Island et Ship Island fin janvier, il équipe deux barges pour poursuivre son exploration et atteint l'embouchure le 2 mars. Puis il remonte le fleuve en canoë avec l'aide d'Indiens Bayougoulas et Mougoulachas (tribus Choctaw). Atteignant un escarpement élevé le 17 mars 1699, il y remarque « un poteau effilé et rouge, avec des têtes de poisson et des morceaux de viande d'ours accrochés à son extrémité, que l'un des chasseurs indiens avait offerts aux esprits pour qu'ils leur portent chance ». L'un de ses hommes déclare alors qu'il s'agissait là d'un « bâton rouge » et le nom est resté attaché à ce lieu. Dans la relation qu'André-Joseph Pénicaut, charpentier de marine, fait en 1723 de cette première expédition, ce poteau serait aussi un marqueur de frontière entre terrains de chasse des Bayougoulas et des Houmas. Les explorateurs y découvrent aussi un village de huttes couvertes de feuille de palmier où ils sont accueillis fraternellement par la tribu des Houmas.
Ne pouvant faire remonter le fleuve à ses vaisseaux, trop larges pour les passes du delta, Iberville se résout à construire un fort sur le rivage de la Baie de Biloxi en mai 1699. Ce n'est qu'en 1718 ou 1719 que les Français construisent un poste militaire sur le site de l'actuelle Baton Rouge afin de protéger les établissements humains de la colonie et les voyageurs empruntant le Mississippi. Mais la véracité de ce fait, acquis par certains auteurs comme historique, est sujette à caution.
Le site était alors occupé par la tribu des Houmas qui campaient sur les bluffs dont les sols, riches et fertiles, leur permettaient de cultiver sans trop d'efforts du maïs et des haricots lorsqu'ils venaient y chasser et y pêcher à la belle saison.
Une première mention de Baton Rouge comme concession faite à une famille française apparaît en 1722 dans le Journal de Bernard Diron Dartaguiette, frère cadet de Jean Baptiste Martin Dartaguiette, nommé directeur de la Compagnie de l'Ouest en 1717. Un rapport, datant de la même année, indique que la concession de Baton Rouge compte environ 30 blancs dont cinq femmes et deux enfants, 20 noirs et deux indiens. Au premier de l'an de 1722, la concession accueille un missionnaire, le Père Pierre François-Xavier de Charlevoix, qui bénit l'église et célèbre sans doute la première messe de Baton Rouge. Il n'y reste qu'un jour, n'en fait pas la description et se borne à indiquer qu'il s'agit d'une « concession très bien placée ».Toutefois, quelques années plus tard, le 4 juin 1727, le Père Paul du Poisson, qui s'arrête lors d'une mission à Baton Rouge, constate que la concession a été abandonnée. Plusieurs hypothèses ont été avancées pour cet abandon : la présence sur le site de nombreux animaux sauvages, une épidémie ou, plus vraisemblablement, la « coupable négligence de la Compagnie des Indes » qui abandonnait les colons à leur sort dès leur débarquement.

#### de 1763 à 1779: les Britanniques
En 1763, Baton Rouge passe aux mains des Anglais lors de la création du Gouvernement de la Floride occidentale et par les termes du traité de Paris qui met fin à la guerre de Sept Ans. De par sa proximité avec Bayou Manchac qui constitue la frontière entre la Louisiane espagnole et la Louisiane anglaise, Baton Rouge prend une importance stratégique dans la défense des intérêts britanniques. Les Anglais construisent alors deux forts pour protéger leurs nouvelles possessions : l'un sur la rive nord de Bayou Manchac, appelé Fort Bute et l'autre, au nord de Baton Rouge, sur le Mississippi, baptisé Fort New Richmond.
Sous le prétexte de se rendre à Manchac, les vaisseaux britanniques développent un commerce illégal mais florissant avec les planteurs de la Louisiane espagnole et font arriver la traite négrière dans la région de Baton Rouge. Les Noirs sont amenés depuis Pensecola jusqu'à Bayou Manchac puis à Baton Rouge qui voit sa population rapidement augmenter. Détenant le monopole du commerce, les Britanniques construisent un grand entrepôt à Baton Rouge qui devient un lieu de contrebande. Deux vaisseaux sont par ailleurs convertis en magasins flottants qui sillonnent le Mississippi. Les colons britanniques affluent, le gouverneur George Johnstone ayant été autorisé par le roi George III à faire des dons de terres aux officiers et soldats ayant combattu lors de la guerre franco-indienne. Les civils sont aussi autorisés à s'installer. Le district de Baton Rouge fait partie des terres allouées et la colonie prend le nom évocateur de New Richmond. Les colons bénéficient alors des droits inhérents à la loi anglaise et notamment d'un gouvernement démocratique : ainsi, les planteurs de Baton Rouge sont-ils représentés à l'Assemblée dont la première session s'ouvre le 3 novembre 1766. Avec l'aide d'esclaves achetés en Jamaïque, ils cultivent le maïs, le riz, l'indigo et les cucurbitacées, tout en se livrant à la traite négrière. Ce même mois, 216 Acadiens arrivent d'Halifax, qui s'installent sur les deux rives du Mississipi jusqu'à Baton Rouge et Pointe Coupée. New Richmond prospère pendant une douzaine d'années environ et jusqu'à l'entrée en guerre de l'Espagne dans la guerre d'indépendance américaine. Conscient de la menace et de la faiblesse de la défense de Fort Bute, le lieutenant colonel Alexander Dickson entreprend en juillet 1779 la fortification de Baton Rouge avec la construction d'une redoute entourée d'un large et profond fossé, qu'il arme de treize canons. Le 21 septembre, le gouverneur de la Louisiane espagnole, Bernardo de Gàlvez, assiège le fort et le bombarde avec ses pièces d'artillerie pendant trois heures, jusqu'à ce que Dickson propose sa reddition. Le fort est pris par les Espagnols qui contrôlent désormais le cours inférieur du Mississippi. Baton Rouge restera entre leurs mains jusqu'à la fin de la guerre.

#### de 1779 à 1810: les Espagnols

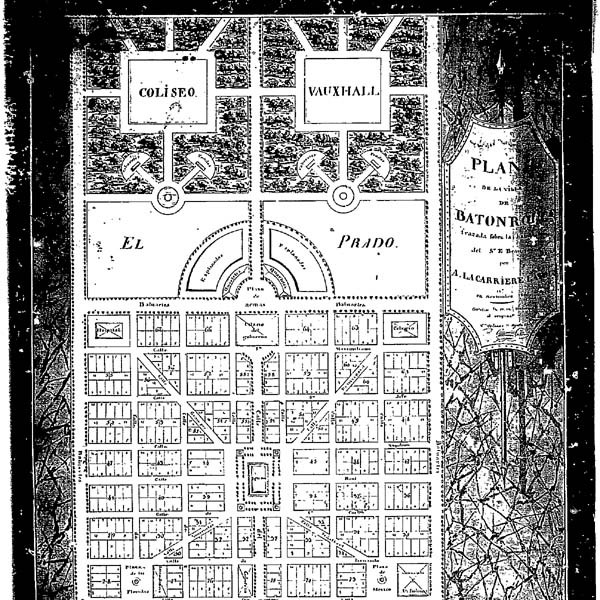
Plan de Baton Rouge, 1806

Les colons du territoire du Mississippi et de Baton Rouge restent sous la domination espagnole, avec l'espoir que les États-Unis d’Amérique revendiquent leur territoire. Le gouverneur de la Louisiane espagnole rend son nom de Baton Rouge à la ville.
Le district de Baton Rouge passe sous le commandement de Don Carlos de Grand Pré et le poste militaire sous celui de Don Pedro Jose Favror qui sera relevé de ses fonctions en 1781. Le 25 septembre 1779, les habitants de Baton Rouge sont invités à prêter allégeance au roi d'Espagne sous six jours. Fort New Richmond est rebaptisé Fort San Carlos. Le commerce est limité à l'Espagne et la ville perd en prospérité. Elle devient vite un fardeau financier pour l'Espagne qui doit payer les nombreux employés civils du poste, en sus des personnels militaires. Les lois espagnoles, pour être mieux comprises, sont condensées dans un code : le Code O'Reilly. Le commandant du poste assure de multiples fonctions : contrôle des passeports, juridiction sur les affaires civiles, punition des esclaves fautifs, responsabilités notariales. Durant l'occupation espagnole, les trois langues (française, anglaise et espagnole) sont en usage et de nombreux Français sont recrutés comme officiers de justice, les règles espagnoles s'inspirant des précédentes règles françaises. Au recensement de 1785, Baton Rouge compte 270 habitants avec une nouvelle composante d'origine allemande : les « Dutch Highlanders ». Arrivés dans les années 1770 à Manchac, ces fermiers de Pennsylvanie, originaires du Palatinat rhénan, abandonnent leurs terres ravagées par les grandes crues de 1784 et s'installent dans la région de Baton Rouge.
Les Espagnols s'emploient à répandre la religion catholique dans le district et face à l'obstacle de la langue dans les concessions des familles anglaises ou américaines, ils font appel à des prêtres irlandais. Arrivés en Louisiane au nombre de six en 1792, trois d'entre eux desservent Baton Rouge érigée en paroisse en 1790. L'église paroissiale porte en 1793 le vocable d'église de la Vierge des Douleurs qui devient en 1804, l'église Notre-Dame des Douleurs. Une deuxième église est construite sous le ministère du Père Antoine Blanc, qui sera dédiée à saint Joseph le 19 décembre 1830.
Baton Rouge est alors entourée de plantations reposant sur l'esclavage (majoritairement des Noirs mais aussi des Amérindiens), où l'art de vivre était cultivé. L'agriculture est la principale source de revenus. Toutes les professions libérales et corps de métier sont représentés dès 1800. L'éducation est privée. Si les planteurs confient leurs enfants à des tuteurs, le plus grand nombre des colons reste illettré de même que leurs enfants, faute d'écoles publiques.
En 1803, avec 1 513 habitants, Baton Rouge devient capitale de la province de Floride de l'Ouest et en 1805, elle compte 3 820 habitants.
En 1806, le capitaine Elie Toutant Beauregard, officier à la retraite et homme d'affaires à La Nouvelle-Orléans, qui possédait une vaste plantation au sud de Baton Rouge, décide de la lotir et de la transformer « pour en faire le cœur d'une ville nouvelle dans la tradition classique et coloniale française ». Il confie le projet à Arsène Lacarrière-Latour qui conçoit une ville ancrée sur les rives du Mississippi et bordée sur les trois autres côtés par de larges boulevards ombragés. La ville s'articule de part et d'autre d'un axe central (actuelle Government Street) avec, au centre une grande place (place Royale) de laquelle partent 16 rues qui ont gardé en grande partie leur toponymie d'origine. Cette composition urbaine, qui a traversé le temps, constitue aujourd'hui le quartier Beauregard, inscrit en 1980 au registre national des sites historiques américains.
Bien que modérée, la loi espagnole n'est cependant pas acceptée par la population, en partie d'ascendance britannique, qui continue de considérer les Espagnols comme des ennemis. Dès 1804, une première tentative de renversement du gouverneur est menée par les frères Kamper. Partis du territoire du Mississippi avec une bande de 30 hommes armés, Sam et Nathan Kamper réussissent à prendre un avant-poste près de l'actuelle Saint Francisville et marchent vers Fort New Richmond mais leurs plans sont déjoués et ils sont contraints de battre retraite. Cette première rébellion est suivie d'autres épisodes d'opposition armée contre l'autorité espagnole, de plus en plus décriée avec la nomination en 1807 d'un gouverneur incompétent et corrompu : Don Carlos de Hault de Lassus.
En septembre 1810, lassés d'attendre après les États-Unis, les colons, menés par le Général Philémon Thomas, se révoltent contre les Espagnols. Après s'être regroupés près de Bayou Sara le 22 septembre, ils marchent sur le fort de Baton Rouge qui était vieux, en mauvais état faute de subsides et tenu par une simple poignée d'hommes. Ces vétérans, blessés de guerre et estropiés, n'opposent pas de résistance et la garnison, toutes ses armes et ses munitions, tombent aux mains des colons.

### Sous la république de Floride occidentale

Drapeau de la Floride occidentale en 1810.

Le 26 septembre 1810, les vainqueurs déclarent l'indépendance du territoire qu'ils ont conquis et l'appellent État de Floride occidentale. John Rhea, président de la convention, en signe la déclaration. Ils adoptent pour drapeau une bannière bleue avec une étoile d'argent en son centre, dotent le territoire d'une constitution et nomment un gouverneur qui est intronisé le 29 novembre : Fulwar Skipwith. Consciente de sa fragilité, cette petite république, constituée de huit paroisses dont East Baton Rouge, demande la protection des États-Unis qui intègrent le territoire, depuis appelé « Florida Parishes ». Le gouverneur du territoire d'Orléans, William C. C. Claiborne en prend possession en décembre 1810. Baton Rouge reprend son nom français et un an après, devient une partie de la paroisse d'East Baton Rouge.
Les Américains procèdent à un recensement de la population de la Louisiane, qui fait état, pour Baton Rouge, de 1 463 habitants.

### Incorporation

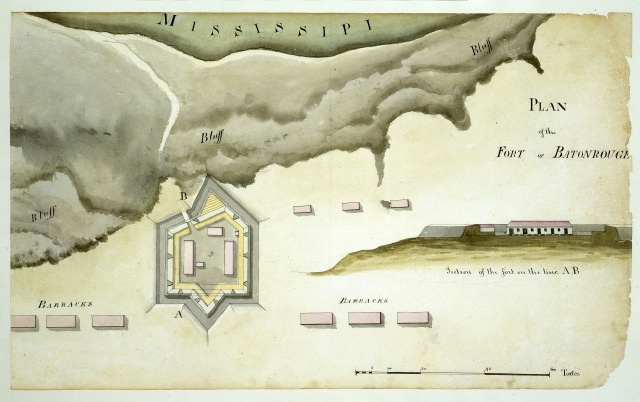
Plan du Fort de Baton Rouge (1814).

Resté trois mois aux mains des forces révolutionnaires, le fort, très endommagé, passe sous le contrôle du gouvernement américain. Il présentait alors un plan en étoile et se trouvait entouré d'une palissade de pieux de cyprès, doublée d'un mur en argile de même hauteur qui servait de rempart. En 1816, le Congrès décide d'établir un poste militaire et un arsenal à Baton Rouge en raison de sa position vulnérable. La construction des Pentagon Barraks ne débute cependant qu'en 1819. Il n'en subsiste que quatre bâtiments, le cinquième, qui s'était partiellement effondré en 1821, ayant été démoli en 1828.
Rattachée à la Louisiane, Baton Rouge devient officiellement américaine lors de l'admission de cette ancienne province dans l'Union le 8 avril 1812. Cette année-là, le port de Baton Rouge accueille son premier bateau à vapeur : l'Orleans. Dix ans plus tard, en 1822, ses quais servent à l'amarrage de 83 bateaux à vapeur, 174 barges et 441 bateaux à fond plat. 
Baton Rouge est incorporée dans l’État en 1817 avec le statut de ville. Elle devient le siège de l'état-major de l'armée américaine en Louisiane en 1822. Au moment de l'incorporation, les Anglo-américains vivent principalement le long de North Street, Main Street et Laurel Street. Les Français sont installés plus près du fleuve, le long de la rue qui prendra le nom de Lafayette. Les Allemands de Pennsylvanie vivent le long de Highland Road où ils cultivent d'abord le coton pour passer ensuite à la canne-à-sucre.
L'esclavage est alors une composante cruciale du développement précoce de Baton Rouge, les esclaves travaillant tant dans l'industrie (fonderies, scieries, charpente) que dans l'agriculture où ils apportent leur expertise dans la culture du riz et de l'indigo. Les femmes sont employées comme domestiques, cuisinières, infirmières ou blanchisseuses. Environ un tiers des Blancs ont des esclaves ainsi que quelques Noirs libres. Le nombre d'esclaves noirs passe de 266 en 1820 à 1 247 en 1860. Comme dans d'autres villes du Sud, il existe à Baton Rouge un système de location d'esclaves mais qui fonctionne de deux manières : soit c'est le propriétaire qui loue l'esclave, soit c'est l'esclave qui loue directement son temps propre (c'est-à-dire le temps qui lui reste lorsqu'il a terminé la tâche qui lui a été assignée). En dépit de la loi en Louisiane qui dénie ce droit aux esclaves, la municipalité de Baton Rouge y a consenti sous la pression de la population, en y mettant deux conditions : l'établissement d'un contrat d'une seule semaine par mois et l'autorisation préalable et écrite expresse du propriétaire.  

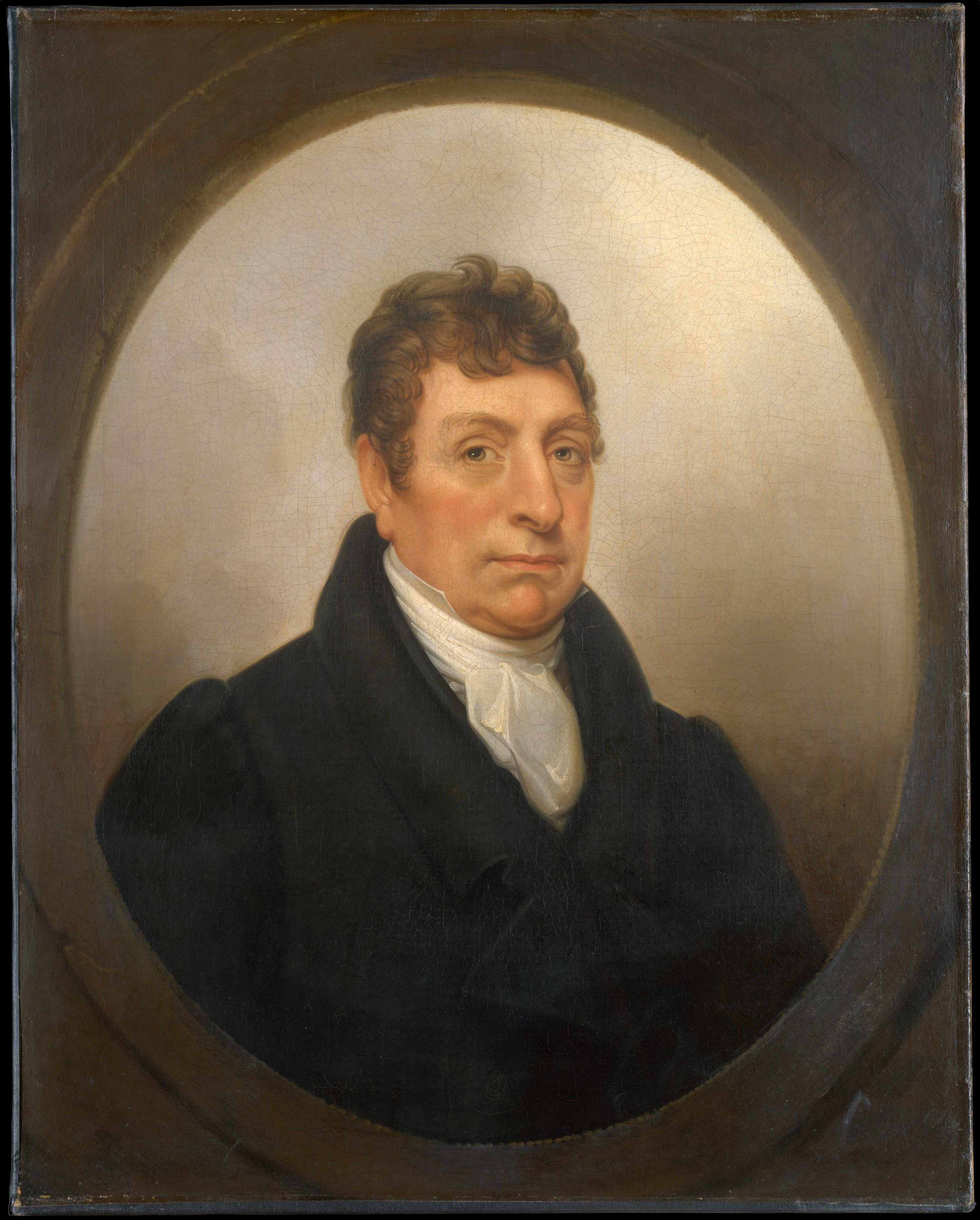
Portrait de Lafayette en 1825 par Rembrandt Peale.

Lors de sa visite aux États-Unis, le général Lafayette s'arrête une journée à Baton Rouge le 16 avril 1825, où il reçoit un accueil enthousiaste : il participe à un banquet donné en son honneur avant de reprendre le bateau à vapeur le Nachez pour poursuivre son voyage.
Un pénitencier est construit en périphérie de la ville en 1834 qui fermera en 1917. Il en subsiste un bâtiment, la Warden's House, qui se situe au 703 Laurel Street. Selon une pratique propre à Baton Rouge, les prisonniers, qu'ils soient blancs ou noirs, étaient "loués" par l'administration pénitentiaire pour aider aux travaux des champs et manufactures avoisinantes. Ce système restera en vigueur jusqu'à ce que les troupes fédérales les libèrent pendant la guerre civile.
À la fin des années 1840, un premier établissement hôtelier est édifié à l'angle des rues Lafayette et Main Street : le Harney House hotel. La décennie suivante, plusieurs cafés ouvrent sur Front Street dont l'un existe toujours : le Florence Coffee House.

### Capitale de l'État de Louisiane

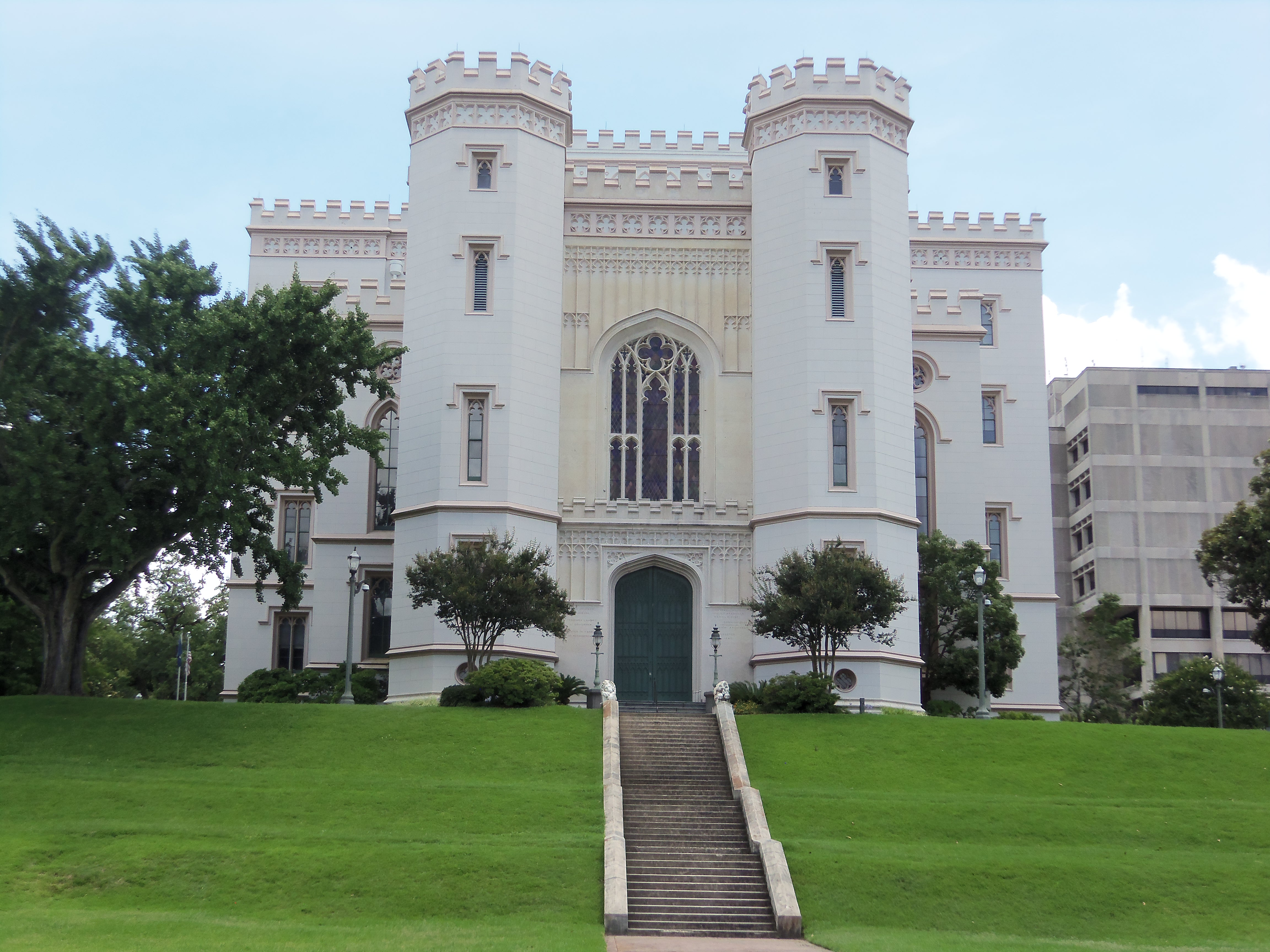
Le Vieux Capitole de la Louisiane.

Alors qu'elle ne compte que 2 269 habitants, Baton Rouge supplante La Nouvelle-Orléans en tant que capitale de l'État de Louisiane en 1846, à l'instigation des députés anglophones protestants, hostiles aux francophones catholiques mais le transfert n'interviendra qu'en 1849, une fois le capitole édifié. Ce bâtiment de style néogothique abrite aujourd'hui le musée de l'histoire politique de la Louisiane. La Législature s'y réunit pour la première fois le 21 janvier 1850.
En 1858, l’État fait construire un second bâtiment de style gothique, réputé pour être le plus imposant de Louisiane : l'Institut pour les Sourds et Muets. Il sera réquisitionné pour servir d'hôpital pendant la guerre civile.

### Pendant la guerre de Sécession (1861-1865)
À l'aube de la guerre civile, Baton Rouge compte 3 693 Blancs libres, 488 Noirs ou Amérindiens libres et 1 247 esclaves. Près de 29 % des Noirs sont métis. Des lois sévères encadrent les activités de ces esclaves en Louisiane mais elles s'appliquent avec une marge d'interprétation importante à Baton Rouge. Ainsi, malgré l'interdiction qui leur en est faite, les tenanciers vendent de l'alcool aux esclaves. La Ville leur permet d'avoir des activités sociales, comme la danse, pour peu que ce soit sous la responsabilité d'une personne blanche. Depuis 1857, les esclaves sont autorisés à avoir leur propre église et leur propre prédicateur. En 1858 et sous la pression d'une pétition émanant d'un grand nombre de citoyens de la ville, la municipalité engage un prédicateur méthodiste : un Noir libre, George Menard. « Le Code Noir et les ordonnances adoptées par la Ville étaient dures et strictes, mais la coutume et la tradition à Baton Rouge de ne pas appliquer la loi l'a rendue informelle et en a adouci la lettre ».
Le 26 janvier 1861, Baton Rouge accueille la Convention de la Sécession de la Louisiane qui est votée à 113 voix contre 17. Au terme d'une procession solennelle, un nouveau drapeau est hissé devant le Capitole : le drapeau au pélican blanc. Lors de la chute de la Nouvelle Orléans, la population se prépare à l'invasion et le gouvernement fait évacuer la ville. Toutes les balles de coton sont brûlées afin d'éviter qu'elles ne tombent dans les mains des Unionistes. Le 7 mai 1862, un détachement de la flotte ennemie arrive à Baton Rouge et s'empare deux jours après des Pentagone Barraks et de l'arsenal sans rencontrer de résistance. Le 18 mai, la population doit faire face à un désastre naturel : une brèche dans la digue du Mississippi, à deux miles en aval de Baton Rouge, a provoqué l'inondation des routes. Deux semaines plus tard, un groupe de guérilla attaque une barque qui transportait un officier de marine unioniste. En représailles, la ville est bombardée par les canonnières navales, causant la mort d'un groupe de femmes qui fuyaient à travers rues et la destruction de bâtiments emblématiques de la ville. Le 29 mai, la Ville se rend. Les Confédérés, qui veulent la reprendre, décident de serrer les Unionistes en tenaille avec deux lignes d'attaque, l'une, terrestre, par une avancée des troupes à l'est, l'autre, navale, par l'arrivée en avalant de la canonnière-bélier Arkansas. Ils lancent l'attaque le 4 août mais leur stratégie échoue : l'Arkansas reste immobilisée par une avarie importante à quatre miles en aval de la ville, et son commandant donne l'ordre de la saborder. Privés de cet appui, les Confédérés se retirent d'un combat terrestre acharné.
À l'issue de la bataille, un tiers de la ville a brûlé ou a été démoli par les canonnières ennemies. Pour se prémunir d'une nouvelle attaque, les troupes unionistes rasent les habitations encore debout, les infrastructures et les bosquets de la ville pour permettre aux canonnières de balayer la population de leurs tirs. Toutefois, lorsqu'ils évacuent la ville le 21 août, ils renoncent à l'incendier par considération pour les asiles d'orphelins et d'handicapés qu'elle abrite. Lors de leur retour en décembre, des soldats provoquent accidentellement par leur négligence l'incendie du Capitole. C'est donc au sommet d'un édifice tout noirci que sont hissées les nouvelles couleurs de la Ville : la bannière étoilée.

### Pendant la Reconstruction (1865-1877)
Pendant la guerre de Sécession, Baton Rouge perd son statut de siège de la capitale de la Louisiane. Toutefois, en 1869, elle accueille le Seminary of Learning of the State of Louisiana, fondé en 1807 en tant qu'académie militaire à Pineville, dont le bâtiment principal avait brulé le 15 octobre. Un an plus tard, l'institution prend le nom officiel de Louisiana State University (LSU). Cette relocalisation jouera un rôle important dans la reconquête de son statut de capitale.
Avec l'abolition de l'esclavage et à l'instar de l'ensemble des cités et villes du Sud de l'Union, Baton Rouge est concernée par l'arrivée massive de Noirs qui recherchent du travail en zone urbaine et péri-urbaine. En 1860, Baton Rouge compte 32 % de Noirs. Elle en compte 52 % en 1870 et 59 % en 1880. En dépit de l'émancipation des Noirs, les mentalités évoluent peu dans les états du Sud et notamment en Louisiane : les anciens esclaves se trouvent dans une situation floue, à mi-chemin entre l'état de propriété et le statut de citoyen. Lors des élections législatives de 1866, les Républicains radicaux, qui avaient été empêchés jusque là par les présidents Lincoln et Johnson de définir la politique de reconstruction, obtiennent la majorité au Congrès et font adopter leur programme l'année suivante. Ils imposent notamment aux états confédérés comme conditions préalables à leur retour dans l'Union d'établir la citoyenneté des anciens esclaves et d'accorder le droit de vote aux hommes noirs adultes. En 1868, la plupart des états du Sud dont la Louisiane se conforment au programme radical. Mais durant la Reconstruction, la capitale est La Nouvelle-Orléans et l'impact des nouvelles lois et mesures se fait peu ressentir à Baton Rouge. Malgré l'émancipation d'un grand nombre d'électeurs noirs et la privation du droit de vote de certains anciens confédérés à la fin de la guerre civile, la ville reste aux mains des Blancs. Seule concession : les Noirs appelés « Negroes » jusqu'à l'abolition de l'esclavage sont désignés par le terme de « Darkies » mais le paternalisme reste l'attitude prédominante dans les relations raciales. À l'issue des élections de 1870, une émeute éclate qui coute la vie à deux Noirs.
En 1877, l'Université de l'Etat de Louisiane intègre le State Agricultural and Mechanical College qui se trouvait jusque là localisé à la Nouvelle Orleans. L'année suivante, le département académique ouvre avec 60 étudiants. 

### De nouveau capitale de la Louisiane (depuis 1882)

Le "Baton Rouge", 1883.

En 1879, la Convention constitutionnelle de la Louisiane décide de relocaliser la capitale à Baton Rouge et de reconstruire le capitole, en dépit de l'avis de Mark Twain qui avait suggéré de « laisser la dynamite finir ce qu'un feu charitable avait commencé ». Baton Rouge reprend officiellement son titre de capitale en 1882. À ce moment-là, la ville compte une population de 7 197 habitants. Son développement industriel et commercial est fortement stimulé par l'arrivée du train en décembre 1883 et par son emplacement stratégique sur le fleuve Mississippi et à proximité du golfe du Mexique. Elle devient un port d'escale des Anchor Lines dont le bateau à vapeur emblématique, The Baton Rouge, sillonnait le Mississippi de Saint-Louis à La Nouvelle-Orléans depuis 1881. L'industrie se développe particulièrement sur la rive inférieure du fleuve avec la fondation, en mai 1885, de la Burton Lumber Company. Vers 1890, la ville se targue de compter deux banques, d'avoir un aqueduc, d'être raccordée à l'électricité et de bénéficier d'une usine à glace. Elle compte alors 10 478 habitants. Trois ans plus tard, elle se dote d'une ligne de tramway.
En sa qualité de capitale, Baton Rouge abrite le Capitole de l'État de Louisiane où siège la législature de l'État, composée de la Chambre des représentants et du Sénat, ainsi que les bureaux du gouverneur de Louisiane et des autres institutions de l'exécutif.

### AuXXesiècle
Au recensement de 1900, la ville compte 11 269 habitants. 
En 1905, Baton Rouge est mise sous quarantaine à la suite d'une épidémie de fièvre jaune. Pour lutter contre ce fléau qu'elle avait déjà dû affronter à cinq reprises pendant la seconde moitié du siècle précédent, la ville se dote d'un réseau sous-terrain d'égouts, creusé le long des berges du Mississippi. Elle prend des mesures en matière d'hygiène alimentaire et règlemente l'activité de la blanchisserie. 
En 1909, la ville connaît un tournant historique dans son développement : évincée du Texas où elle avait cherché à s'implanter, la compagnie pétrolière Standard Oil décide de localiser une de ses grandes raffineries à Baton Rouge. L'année suivante, le Congrès promulgue une loi faisant de la ville un port d'entrée pour le commerce extérieur. La ville se relève alors de l'effondrement qu'elle avait connu à la suite de la guerre civile. 
Lors de la grande crue du 4 mai 1912, la ville accueille des centaines de réfugiés. 

En mars 1914, l'université noire de Louisiane, Southern University, qui se trouvait à La Nouvelle-Orléans, est relocalisée au nord de Baton Rouge sur le site de Scott's Bluff, où elle surplombe le fleuve. Le campus comprend alors huit bâtiments, une centrale électrique et un puits artésien.  

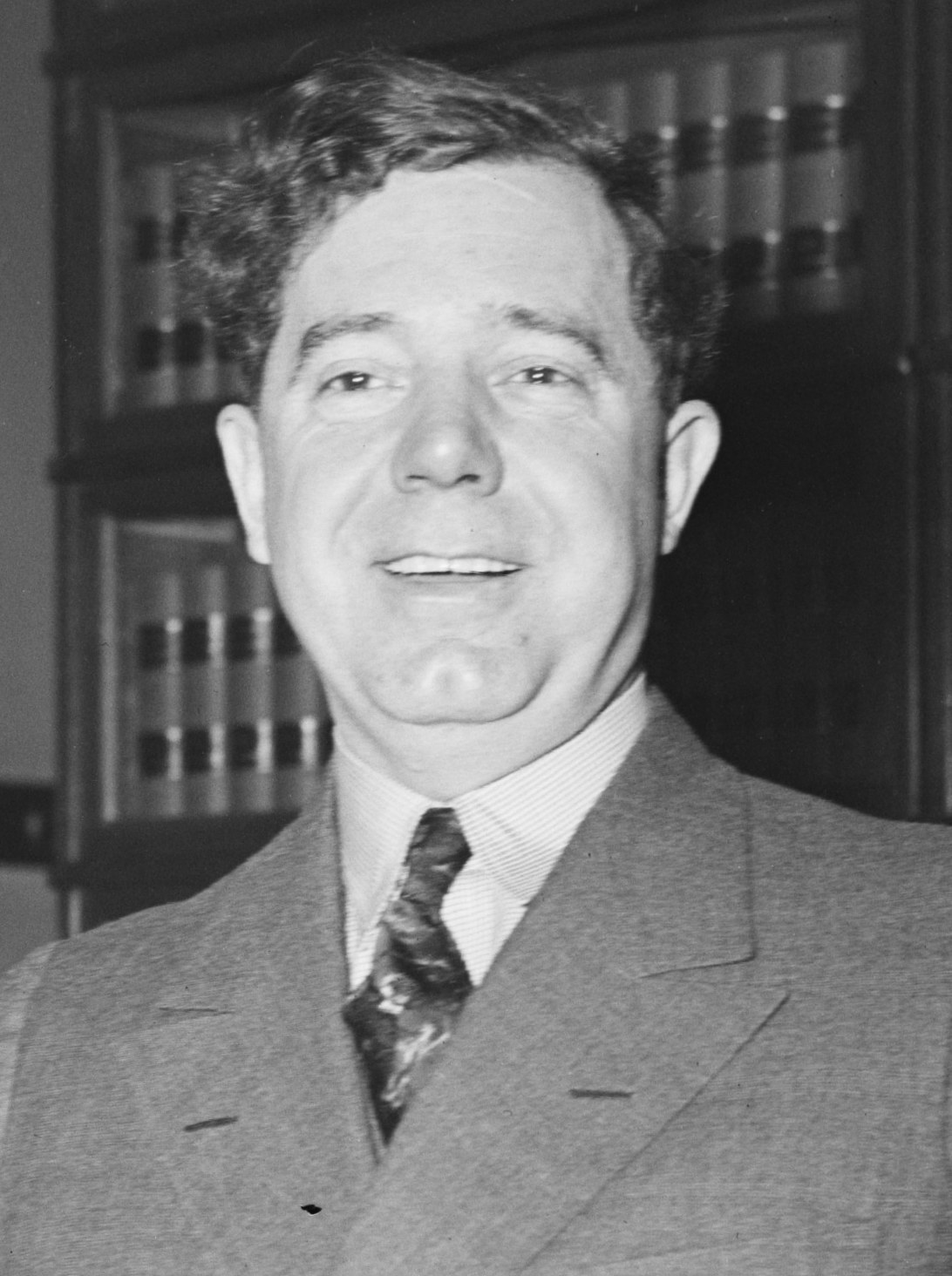
Huey Pierce Long dans son bureau au Capitole, 1935

À la fin de la Première Guerre mondiale, Baton Rouge fête l'armistice du 11 novembre 1918 pendant deux jours consécutifs.   
Dans les années 1920, la ville s'étend à partir du fleuve et dans les trois directions. De nouveaux quartiers se développent autour de l'université et de la raffinerie de pétrole qui emploie alors plus de 3 000 personnes. Une classe moyenne importante émerge.   
En 1926, la municipalité fait construire un quai sur la rive est du fleuve afin de faciliter le trafic des ferries. Jusqu'alors, en effet, les installations d'amarrage étaient en bois.   
Élu gouverneur de Louisiane en 1928, Huey Pierce Long laisse sa marque sur la ville : il fait notamment construire une nouvelle maison du gouverneur et un nouveau capitole, le plus haut immeuble des états du Sud à cette époque. Ce gratte-ciel de style art déco est érigé sur le site historique de Baton Rouge, jadis occupé par les Amérindiens. Long fait aussi agrandir l'université d'état et, féru de sport, la dote d'une piscine.  
À partir de 1929, Baton Rouge est touchée par la Grande Dépression mais grâce à la présence de la raffinerie de pétrole, de l'administration étatique et de l'université, elle parvient à la surmonter.   
En 1932, le corps des ingénieurs de l'Armée consolide et allonge la digue qui protège la ville des crues du Mississipi.  

Le 25 janvier 1935, la ville connaît une insurrection : elle est prise par deux cents hommes armés, menés par une coalition qui souhaite mettre fin aux pouvoirs de Long, jugés dictatoriaux. Le gouverneur fait appel à la Garde nationale et fait décréter la loi martiale. Quelques mois plus tard, Long est assassiné le 8 septembre dans les couloirs du Capitole où il assistait à une session extraordinaire. Grièvement blessé par balle, il succombe deux jours plus tard à ses blessures. Ses funérailles rassemblent plus de 200 000 personnes, soit huit fois la population de la ville.  

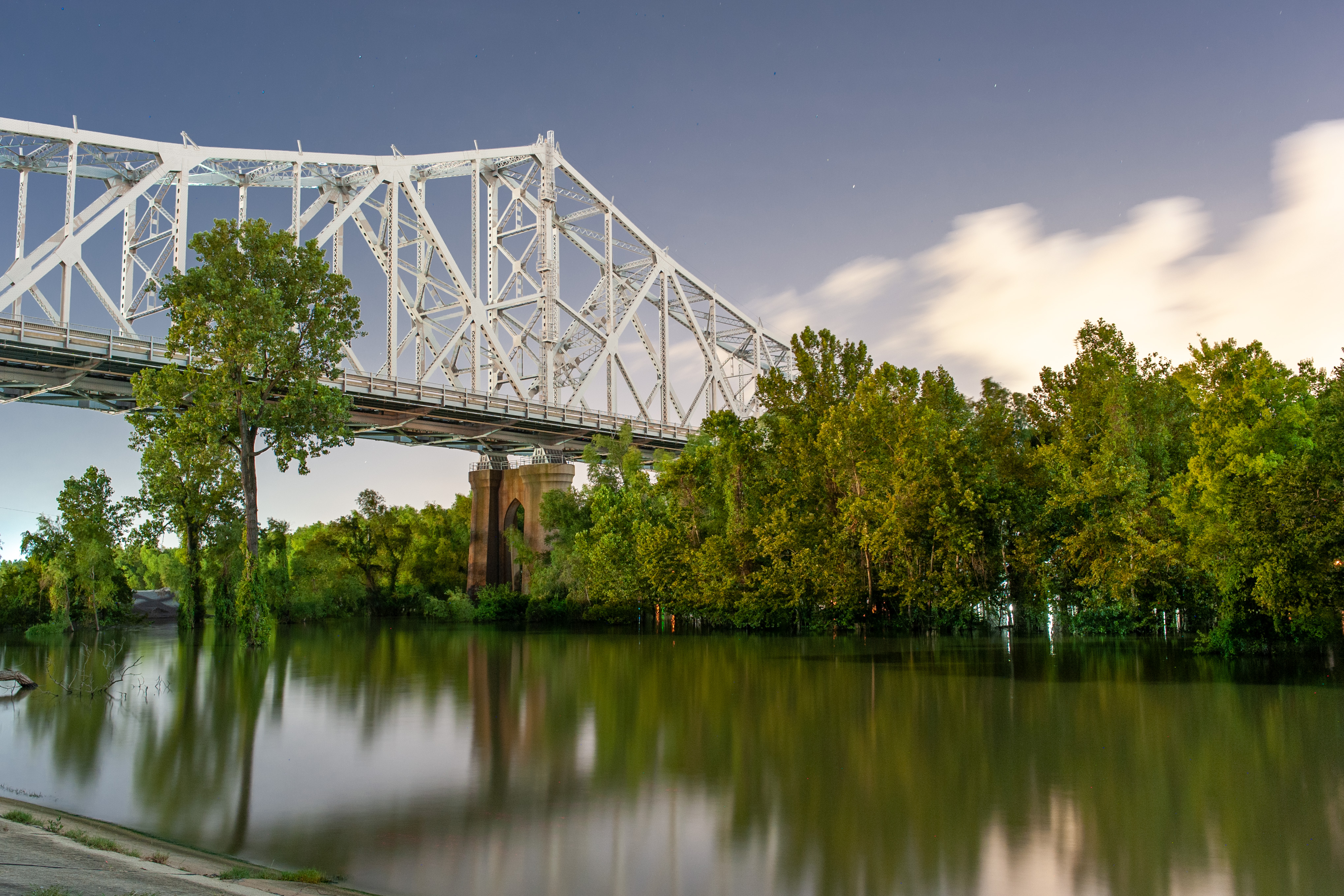
Le pont Huey Long à Baton Rouge, 2019.

À la fin des années 1930, trois autres industries s'implantent à Baton Rouge : Solway Process, Consolidated Chemicals et Ethyl Corporation. De 1937 à 1940 est construit un grand pont ferroviaire et routier sur le Mississipi, à qui est donné le nom de l'ancien gouverneur. Il relie les paroisses est et ouest de Baton Route. A peine achevé, ce pont sert au transport des troupes de la Garde nationale en route vers les Manœuvres de l'Armée américaine en Louisiane, une opération organisée dans le cadre de la préparation des troupes à l'intervention des Etats-Unis dans le second conflit mondial. Réhabilité en 1986-1987, reconstruit de 2012 à 2016, ce pont est localement connu sous le nom de « Old Mississipi River Bridge » ou « Old Bridge ». 

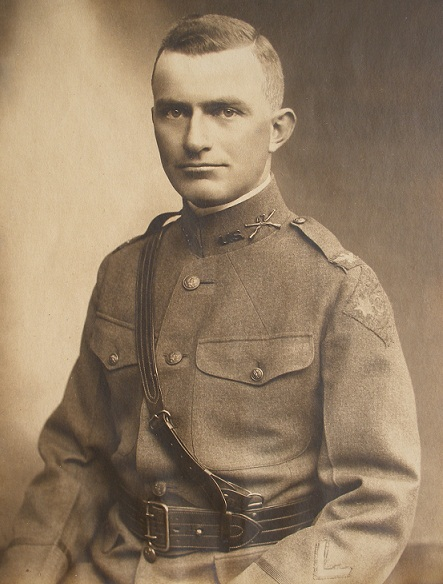
Troy Houston Middleton en 1919.

À partir de 1941, Baton Rouge participe activement à l'effort de guerre. Plusieurs centaines d'hommes et de femmes s'engagent dans les forces armées. L'un des premiers est l'enseigne de vaisseau Rodney Shelton Foss qui trouva la mort lors de l'attaque de Pearl Harbor. Un destroyer d'escorte fut baptisé U.S.S. Foss en son honneur. Quinze anciens étudiants ou gradés de la LSU sont devenus à cette époque des généraux des forces armées. Le plus connu et le plus médaillé d'entre eux est le lieutenant-général Troy Houston Middleton. Ayant combattu en France au sein de l'American Expeditionary Force pendant la Première Guerre mondiale, il fut rappelé début 1942. A son retour à Baton Rouge et à son université, il fut nommé contrôleur de 1945 à 1951 puis élu président jusqu'en 1962 et président émérite jusqu'à sa mort en 1976.  
L'économie de Baton Rouge se développe fortement durant la Seconde Guerre mondiale. Au lendemain de l'attaque de Pearl Harbor, la raffinerie Standard Oil annonce qu'elle consacrera 17 millions de dollars à l'extension de son usine afin de répondre aux besoins de l'aviation américaine : en moins d'un an, elle produit 76 % du carburant nécessaire. Pour sa part, Chemicals se lance dans la production de caoutchouc synthétique. Pour protéger ces industries militaires, une base est construite au nord de Baton Rouge : Harding Field, qui deviendra par la suite Ryan Airport. L'usine devient un géant de la pétrochimie après 1945.  
Le port se développe plus tardivement, avec l'adoption en 1952 d'une loi établissant une commission portuaire pour le Grand Baton Rouge. Un premier quai pour les cargos est construit en 1954, de même qu'un élévateur à grains. Il est complété par un terminal pour les molasses en 1956 puis un terminal pour les barges en 1959. Un deuxième quai pour les cargos est construit en 1964. 

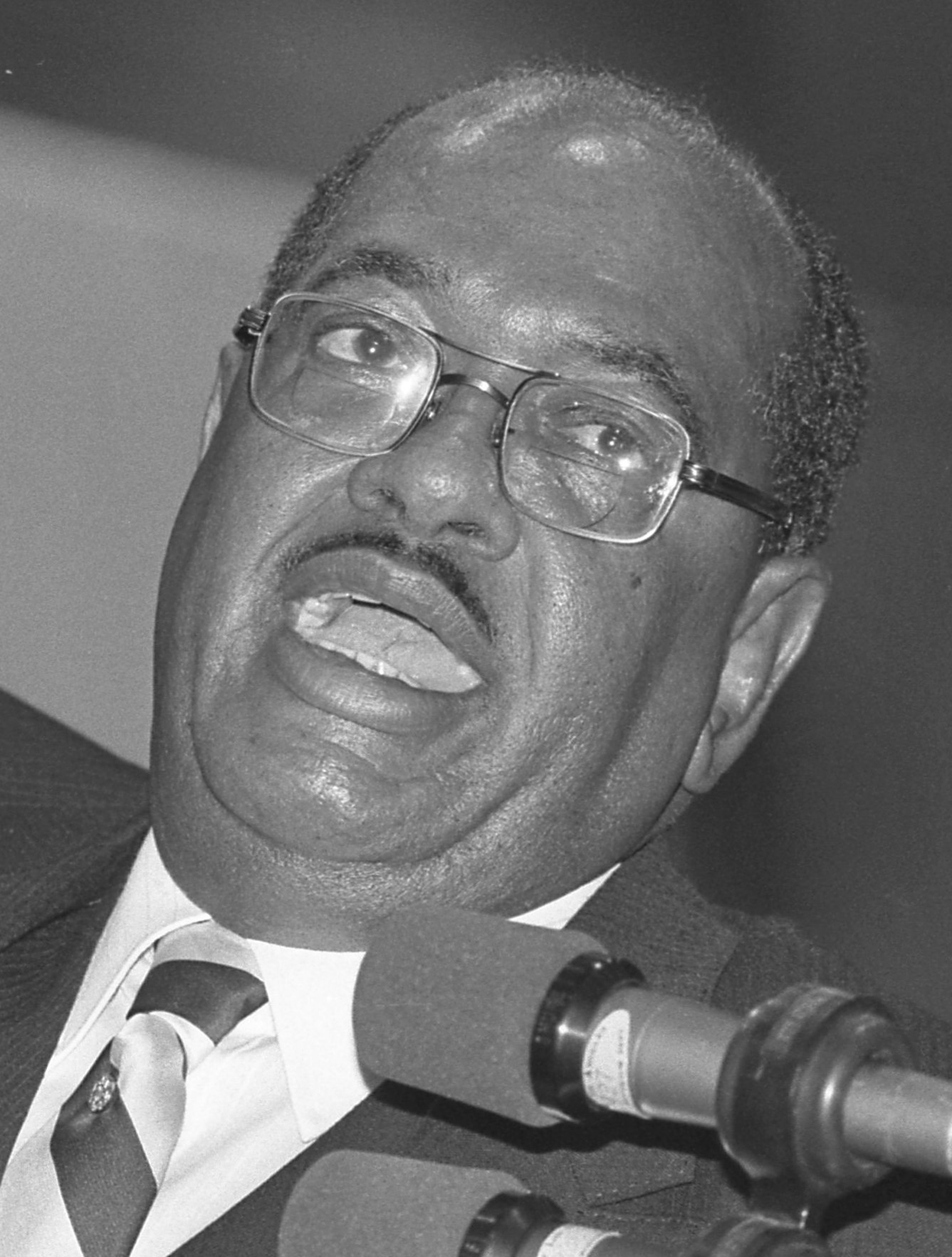
Rev. Théodore Judson Jemison à la Convention nationale baptiste (Los Angeles, 1983).

En 1953, Baton Rouge est le théâtre du « boycott des bus », première manifestation pour les droits civiques non violente organisée dans le Sud. Bien que représentant 78 % des passagers, les Noirs qui devaient monter par la porte arrière des bus, ne disposaient pas d'un nombre suffisant de places assises alors que les sièges réservés aux Blancs restaient en grande partie vides. En février 1953, le conseil municipal de Baton Rouge, se faisant le porte-parole des Noirs, approuve une ordonnance stipulant que les sièges du milieu du bus seraient disponibles selon le principe du "premier arrivé, premier servi", déclenchant la colère des chauffeurs de bus blancs qui se mettent en grève. Le 19 juin, le procureur général de Louisiane déclare l'ordonnance en violation des lois de ségrégation de l'Etat. Dans la nuit, le pasteur T.J. Jemison, de la Mount Zion First Baptist Church, exhorte la communauté noire à boycotter les bus. Un système de co-voiturage est alors organisé. La compagnie de bus enregistre rapidement une perte considérable de profits et annonce au bout de trois jours qu'elle se trouve en passe de cesser ses activités. Le nouveau règlement est alors accepté et le boycott levé, qui aura duré cinq jours. Cet épisode a contribué à inspirer le boycott des bus de Montgomery organisé deux ans plus tard par le docteur Martin Luther King. Il a été rappelé à l'occasion de son 50e anniversaire lors d'une conférence à Baton Rouge sur les droits civiques, donnant lieu à l'octroi de subventions de la Baton Rouge Area Foundation pour la préparation de nouveaux programmes éducatifs sur le boycott. La déségrégation dans les lieux publics n'interviendra cependant que dix ans plus tard, en 1963.   
À la différence des autres villes du Sud où la lutte pour les droits civiques a été intense, le changement s'est opéré de manière plus lente et moins conflictuelle dans la capitale de la Louisiane. En mai 1954, l'arrêt « Brown v. Board of Education » qui déclare anticonstitutionnelle la ségrégation raciale dans les écoles publiques est accueilli avec joie dans la communauté noire de Baton Rouge mais avec colère dans la communauté blanche. Lors de la rentrée scolaire de septembre, 23 élèves noirs que des avocats locaux avaient tenté de faire entrer à la Gilmer Wright School exclusivement fréquentée par des enfants blancs, sont renvoyés chez eux. Des comités racistes virulents se forment, qui organisent des évènements de soutien à la « résistance massive » à l'intégration des Noirs. La Législature de l'État de Louisiane vote des lois recourant aux pouvoirs de police de l'état pour maintenir la ségrégation dans les établissements d'enseignement public. En janvier 1956, la commission des parcs de Baton Rouge approuve une résolution maintenant la ségrégation dans toutes les activités de loisirs en vertu des pouvoirs de police délégués par l'état à la cité. Cette décision a des répercussions dans le monde sportif : des équipes adversaires notamment de baseball, qui avaient intégré des joueurs noirs dès 1947, refusent de jouer à Baton Rouge sans eux, comme l'exigent les officiels locaux et déclarent forfait. À la fin des années 1950, alors que de nouvelles organisations pour les droits civiques commencent à avoir une certaine audience dans la communauté noire des villes du Sud, leurs représentants à Baton Rouge peinent à mobiliser des partisans, faute de figure charismatique. C'est seulement en 1960, au début du mouvement de sit-in étudiant, que l'une de ces organisations, parmi les plus anciennes, la Congress of Racial Equality (CORE), prend de l'importance en trouvant un local où s'installer sur le campus de la Southern University.   
Avec ses environ 5 000 étudiants, Southern University se considère alors comme la plus importante université noire de l'Union. Cependant, elle ne s'est impliquée ni dans le boycott de 1953 ni dans les timides tentatives d'intégration dans les lunch counters (cafétérias) de la ville en 1958 et 1959. Les participations à ces actions étaient individuelles et non le fait d'une action collective des étudiants noirs. Le premier sit-in, qui a lieu le lundi 28 mars et qui regroupe sept étudiants, se tient au Kress Department Store sur Third Street : les jeunes-gens s'installent dans la section "blancs seulement" de la cafétéria. Ils sont arrêtés pour trouble à la tranquillité des lieux et conduits en prison. Le jour suivant et sous le même chef d'arrestation, sept autres étudiants sont arrêtés à la gare routière sur Florida Avenue et deux autres au Sitman Drug Store. Le révérend Jemison demande à sa congrégation de boycotter les commerçants de Third Street pour protester mais son appel n'est pas suivi d'effet. Dans la nuit, une croix est brûlée dans le quartier de Scotlandville près du campus. Le vendredi suivant, une marche rassemblant près de 1 000 étudiants est organisée vers le capitole. Deux meneurs émergent du mouvement : Major Johns et Marvin Johnson. La marche la plus importante en nombre de participants a lieu le 1er avril avec le rassemblement de 3 000 étudiants. Le boycott des classes de Southern University se termine sans incident la semaine suivante. En 1961, la lutte contre la ségrégation continue et pour la première fois, les forces de l'ordre utilisent les gaz lacrymogènes pour disperser les manifestants. À l'approche de Noël, les étudiants protestataires renouvellent leur action de sit-in dans les sections "blancs seulement" des cafétérias de la ville. Le représentant du CORE local, Ronald Moore, pose un ultimatum à la communauté d'affaires : « intégrez ou faites face à une marée montante de protestation ». Le 15 décembre, une foule de 1 500 personnes se dirige depuis le campus vers l'hôtel de ville. Une cinquantaine de manifestants sont arrêtés et les troupes de l'état sont envoyées pour aider la municipalité. En février de l'année suivante, une injonction permanente du juge West interdit à CORE d'organiser des manifestations, qui ne sera levée par la Cour fédérale qu'en 1963. Des incidents isolés ont lieu au cours de l'année 1962.  

Quelques semaines après les évènements dramatiques du 4 mai 1963 à Birmingham en Alabama, le maire-président de la ville-paroisse, Jack Christian, établit un comité bi-racial pour le suivi des affaires municipales.   

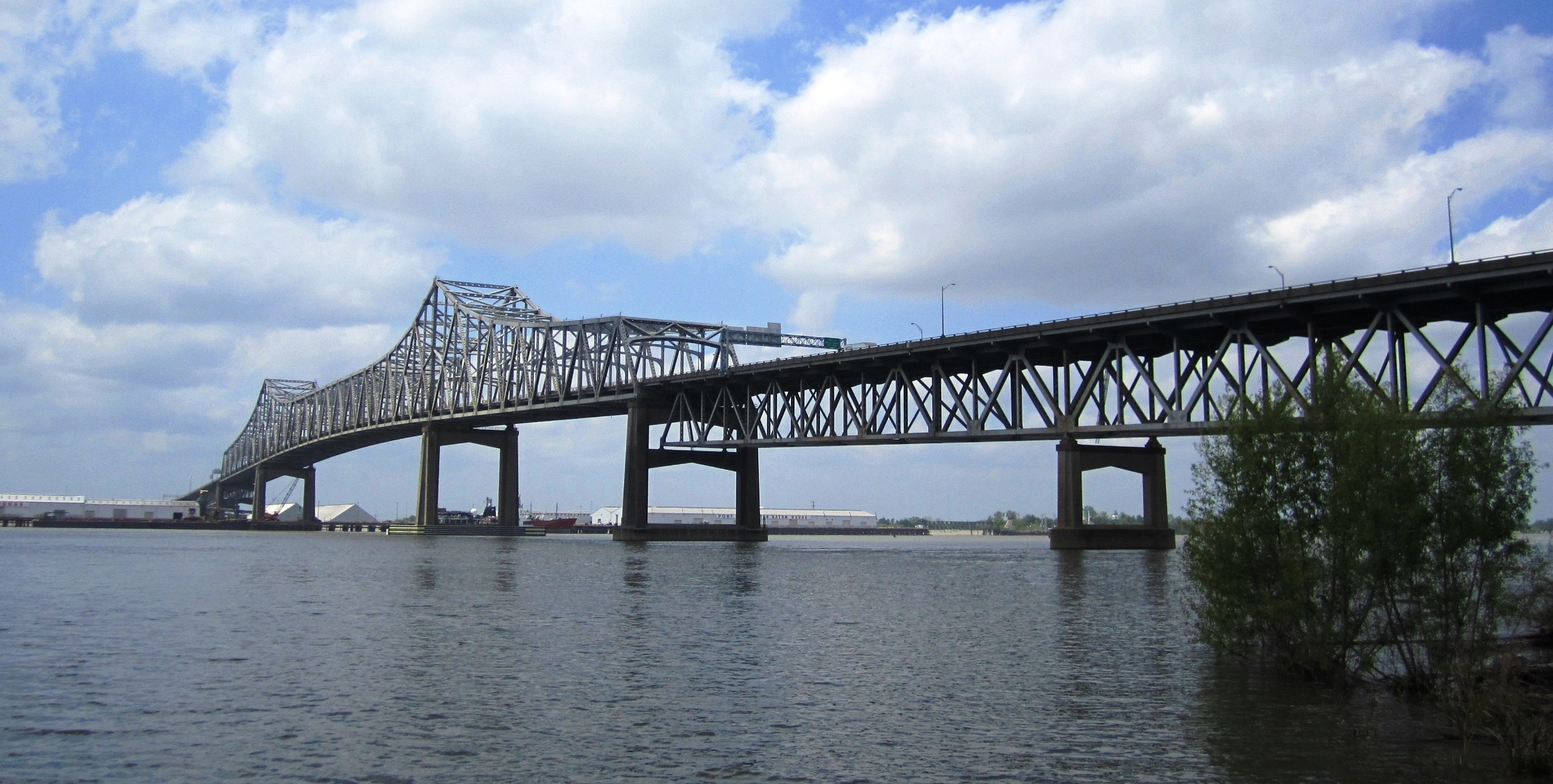
Le pont Horace Wilkinson (I-10 Bridge), 2011.

Baton Rouge est dotée d'un nouveau pont en treillis d'acier en 1968, à qui est donné le nom d'Horace Wilkinson, un promoteur de la ville. Localement, ce pont est appelé l'« I-10 Bridge », par référence à l'autoroute 10 qui l'emprunte. Il porte six voies de circulation autoroutière. S'élevant à plus de 53 mètres au-dessus de l'eau, il est le plus haut pont du Mississipi.   
Le 15 octobre 1969, les étudiants de LSU auxquels se joignent des élèves de différents collèges de Louisiane observent sans débordement le moratoire national pour mettre fin à la guerre du Viêt Nam. Après une veillée de prière qui a duré toute la nuit, les manifestants se sont rassemblés sur le champ de parade du campus pour une journée d'animations diverses.   
Dans les années 1980, le port, qui s'était développé parallèlement à l'essor de la pétrochimie, voit son commerce diminuer avec la baisse des bénéfices de l'industrie pétrolière. En 1996, sa principale activité concerne le transport du bois. L'année suivante, il est doté d'un terminal fluvial intérieur : le port se situe en effet à la confluence du fleuve Mississipi et de la Gulf Intracoastal Waterway. Cependant, c'est le secteur tertiaire qui devient le principal employeur de la ville : en 1980, l'Etat de la Louisiane emploie 18 000 Bâton Rougeois (Baton Rougeans), la ville-paroisse 4 400 et les deux universités réunies, 7 000.

### AuXXIesiècle
En 2005, la ville-paroisse a pour la première fois à la tête de son exécutif un maire-président noir : Melvin « Kip » Holden. 
Fin août de la même année, l'ouragan Katrina frappe la côte du golfe de la Louisiane. Baton Rouge est relativement épargnée et sert de refuge aux habitants de la Nouvelle-Orléans. La ville devient le siège du quartier général de la coordination de l'aide d'urgence fédérale. Elle accueille le 8 septembre une équipe des Nations-Unies qui vient compléter les efforts déployés par les Américains. 
Début juillet 2016, un policier de Baton Rouge abat un Noir de 37 ans, Alton Sterling, dans l'aire de stationnement d'un dépanneur, déclenchant des manifestations dans les rues de la ville-paroisse. Des membres du New Black Panther Party for Self Defense appellent à l'arrestation et à l'inculpation des deux policiers incriminés. Le gouverneur Edwards, issu d'une famille de policiers de pères en fils, rencontre le président Obama à ce sujet à la Maison Blanche où il est reçu avec un groupe de dirigeants communautaires et des représentants des forces de l'ordre. Deux semaines après cette fusillade, un habitant de Kansas City, Gavin Eugene Long, ancien marine de 29 ans, se rend à Baton Rouge où, semble-t-il en représailles, il tire sur six agents de police dont trois sont blessés mortellement sur place. Le tireur est abattu par le SWAT de Baton Rouge. Après cinq années de bataille juridique, les cinq enfants d'Alton Sterling acceptent l'offre de 4,5 millions de dollars proposée par la ville-paroisse pour mettre fin aux poursuites pour mort injustifiée.  

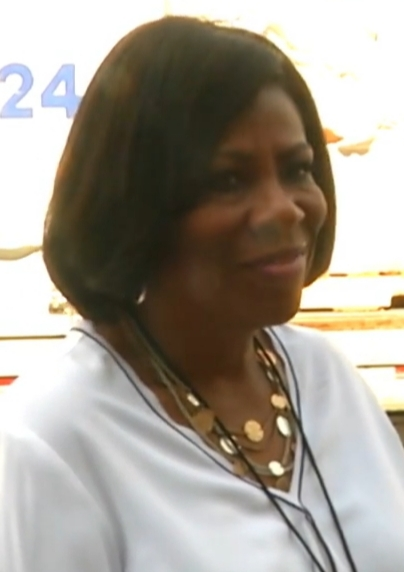
Sharon Weston Broome (en 2018)

Fin 2016, le conseil métropolitain de Baton Rouge élit pour la première fois une femme noire à la fonction de maire-président de la ville-paroisse : Sharon Weston Broome, ancienne sénatrice de la Louisiane.  
Début 2017 et à l'approche des festivités du Bicentenaire de l'incorporation de Baton Rouge, une partie d'East Boulevard est rebaptisée T.J. Jemison Boulevard en hommage au pasteur à l'origine du boycott des bus de 1953.  
Comme toutes les paroisses de Louisiane, East Baton Rouge est concernée du 11 mars 2020 au 14 mai 2022 par l'état d'urgence sanitaire décrété par le gouverneur Edwards en raison de l'épidémie de coronavirus. Dans un communiqué de presse du 23 avril 2020, John Bel Edwards annonce que la région de Baton Rouge est l'une des plus touchées par la pandémie en Louisiane, avec ses 35 hôpitaux et ses 36 maisons de retraite. Le 19 juin 2020, un foyer d'infection important est déclaré dans les bars Tigerland de Baton Rouge (plus de 100 cas de détectés). Le 13 juillet 2020, le propriétaire local des 40 restaurants McDonald's de la ville-paroisse offre un repas gratuit aux 500 premières personnes qui se présenteront aux tests de dépistage organisés en masse dans le stade Alex Box de LSU afin d'encourager la campagne de dépistage lancée par le gouverneur. Le 3 février 2021, une clinique communautaire de vaccination est installée sur le campus de Southern University pour les personnes prioritaires puis une seconde, quelques jours plus tard, au nord de Baton Rouge, dans les locaux du Living Faith Christian Center. Dans le cadre de la campagne d'encouragement à la vaccination « Shot At A Million », une jeune participante de Baton Rouge, âgée de 13 ans, gagne l'une des bourses d'études d'une valeur de 100 000 dollars, lors du tirage du 13 août 2021. En pleine pandémie, la maire-présidente se présente à sa propre succession et est élue au second tour avec 57 % des voix.
Sharon Broome se présente pour un troisième mandat à la mi-juillet 2024. Lors du second tour qui s'est tenu le  7 décembre 2024. Sid Edwards, un républicain nouveau venu en politique, le remporte avec 54 % des voix, alors que le démocrate Ted James, qui s'était présenté au 1er tour, avait appelé à voter pour la candidate sortante. Émile "Sid" Edwards, un Blanc né dans la ville-paroisse est connu dans la communauté locale comme l'entraîneur-chef de football et le doyen des étudiants du lycée d'Istrouma. 

## Administration

### Gouvernance
La ville de Baton Rouge et la paroisse d’East Baton Rouge sont gérées par une seule forme consolidée de gouvernement dont le modèle remonte à 1947, lorsque les habitants ont décidé que la ville et les localités rurales de la paroisse seraient administrées par un exécutif unique. Ce gouvernement local a par la suite été consolidé en 1982 par la fusion des conseils de la ville et de la paroisse en un conseil métropolitain avec, à sa tête, un maire-président. Baton Rouge s'est dotée d'un code des ordonnances, recueil des lois applicables à la paroisse d'East Baton Rouge promulguées par le Conseil métropolitain. Ces ordonnances couvrent un large éventail de sujets tels que l’organisation Ville-Paroisse, les codes de la route, le code pénal, les codes de la santé, etc. Par ailleurs et depuis 1947, Baton Rouge dispose d'un plan de gouvernement, régulièrement amendé, qui détaille la composition, les pouvoirs et les devoirs du Conseil Métropolitain, du Maire et de la Cour Municipale, ainsi que plusieurs autres fonctions essentielles du gouvernement comme le Département des Finances, les Travaux Publics, l’Administrateur-Trésorier du Conseil, etc.

### Districts

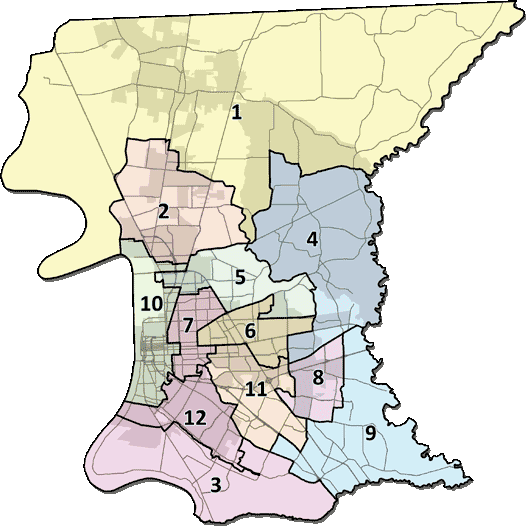
Districts de Baton Rouge.

Lors de son incorporation, Baton Rouge comprenait deux districts : Spanish Town et Beauregard Town. À partir de 1840, avec l'essor de sa population, la ville commence à s'étendre en direction du sud-est et de nouveaux petits districts surgissent : Grass Town, Devall Town, Hiclkey, Duncan, Mather et Leonard Town.
Depuis 1982, la Ville-Paroisse de Baton Rouge est organisée en 12 districts dont les habitants élisent un représentant unique pour siéger au Conseil métropolitain. Ces membres du Conseil sont élus pour une période de quatre années. Le président est désigné en début de mandat, au sein de cette instance, par le collège des membres élus. Le Conseil se réunit deux fois par mois, à date et horaire fixes.
Le Conseil sera renouvelé en 2024.

### Quartiers (neighborhoods)
La ville compte 59 quartiers dont 8 quartiers historiques inscrits sur le registre national des districts historiques.
Il s'agit, par ordre décroissant d'ancienneté, de 
- Spanish Town, qui date de 1805, le plus ancien quartier de la Ville, avec « ses rues étroites et intimes, sa disposition irrégulière en blocs et sa forte concentration de bâtiments anciens (qui) lui confèrent le caractère particulier d’un quartier qui s’est développé avant l’âge de l’automobile »[57], inscrit sur le registre en 1978[58] ;
- Beauregard Town, qui date de 1806, à la composition urbaine unique et qui regroupe un certain nombre de demeures historiques[59], inscrite sur le registre en 1980 ;
- Roseland Terrace, qui date de 1911 et conserve 88 % de son parc immobilier d'avant 1830, inscrite sur le registre en 1982[60] ;
- Main Street, qui regroupe onze bâtiments commerciaux historiques, construits entre 1890 et 1935, inscrite sur le registre en 1985[61] ;
- Louisiana State University, campus représentatif de l'architecture éclectique de la Louisiane et du style de la Renaissance italienne, inscrit sur le registre en 1988[62] ;
- Drehr Place, qui date de 1921, elle aussi représentative de ce courant architectural, qui illustre stylistiquement le Renouveau classique, la Renaissance coloniale et les bungalows Craftsman, inscrite sur le registre en 1997[63] ;
- Kleinert Terrace, qui date de 1927, et présente de nombreux exemples de maisons de style Tudor et de cottages anglais, inscrite sur le registre en 1998[64] ;
- Southern University, campus qui regroupe cinq bâtiments collectifs construits entre 1879 et 1928, inscrit sur le registre en 1999[65].

Les quartiers historiques de Roseland Terrace, Drehr Place et Kleinert Terrace sont désormais regroupés dans le quartier de Garden District. Le district historique de Main Street se trouve dans l'actuel quartier de Downtown Baton Rouge 

## Démographie
On comptait en 1840 2 269 habitants, 150 ans plus tard, la population a centuplé :
En 2018, sur 228 000 habitants, seuls 1 200 sont restés francophones. En 2019, 2,9 % de la population se déclaraient d'ascendance française.
| Groupe            | Baton Rouge | Louisiane | États-Unis |
| ----------------- | ----------- | --------- | ---------- |
| Afro-Américains   | 53,3        | 33,0      | 14,1       |
| Blancs            | 37,2        | 62,4      | 61,6       |
| Asiatiques        | 3,7         | 1,9       | 7,2        |
| Autres            | 1,8         | 0,1       | 4,0        |
| Métis             | 3,8         | 1,8       | 10,2       |
| Amérindiens       | 0,2         | 0,8       | 2,9        |
| Total             | 100         | 100       | 100        |
|                   |             |           |            |
| Latino-Américains | 4,1         | 5,6       | 18,7       |

Selon l’American Community Survey, pour la période 2011-2015, 91,78 % de la population âgée de plus de 5 ans déclare parler anglais à la maison, alors que 2,73 % déclare parler l'espagnol, 1,37 % le vietnamien, 0,93 % une langue chinoise, 0,84 % le français et 2,36 % une autre langue.
D'après les données 2020, Baton Rouge a une population jeune avec une moyenne d'âge de 31 ans. La tranche des 18-64 ans représente 64 % de la population et 13 % des enfants ont moins de dix ans. La population est majoritairement de sexe féminin (53 %).
Le revenu moyen par habitant est de 28 621 $, soit un peu moins que le revenu moyen en Louisiane (30 117 $). Le taux d'habitants vivant en dessous du seuil de pauvreté est de 24,7 % alors qu'il est de 19,6 % en Louisiane et 34 % des enfants de moins de dix-huit ans sont concernés. 
Baton Rouge compte 7 990 anciens combattants (dont 543 femmes), ce qui représente 4,6 % de la population, un taux inférieur à la moyenne de la Louisiane qui est de 6,3 %.

## Religions

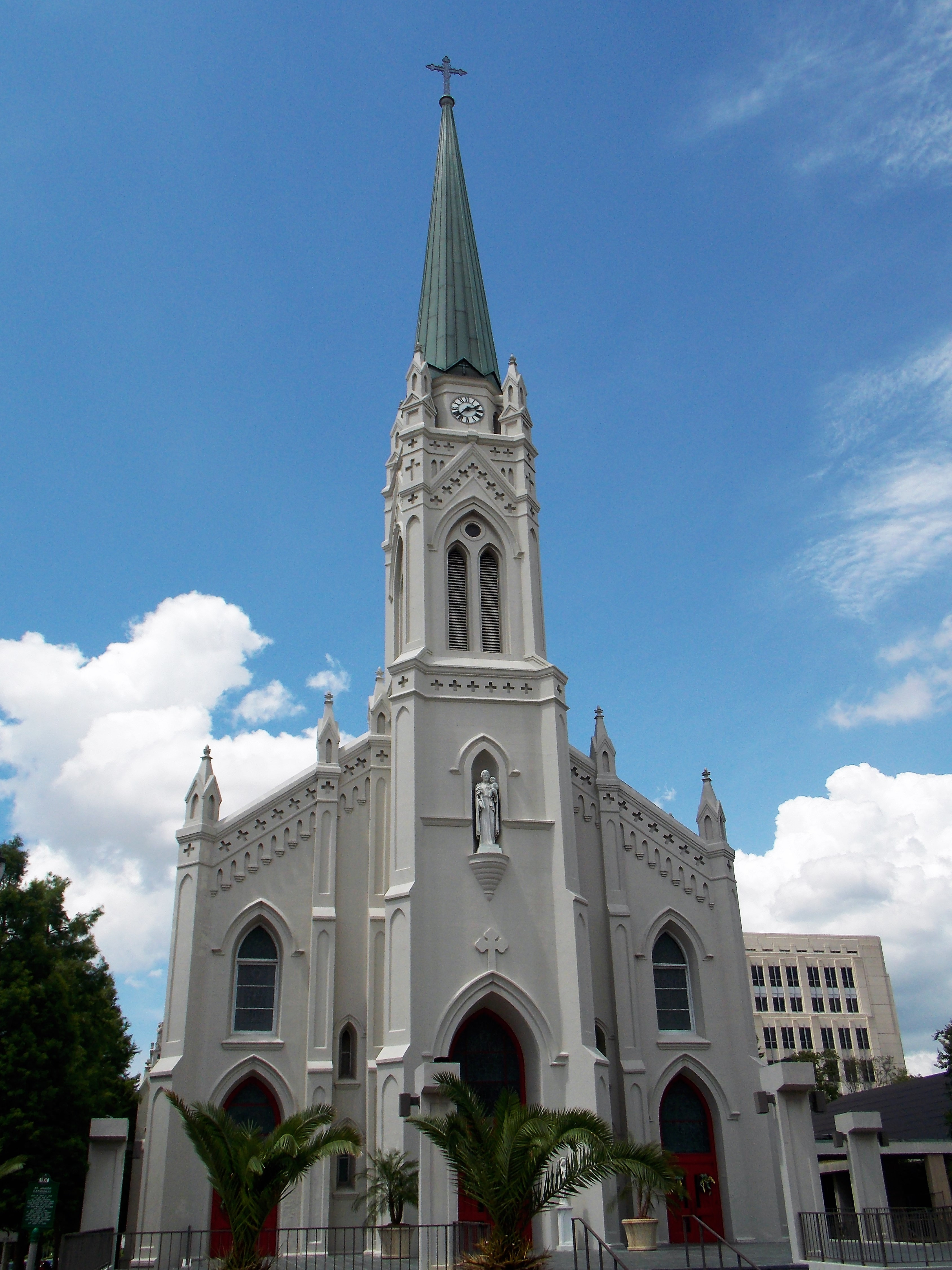
Cathédrale Saint-Joseph

La ville est le siège du diocèse catholique de Baton Rouge où se trouve la cathédrale Saint-Joseph.
La christianisation de la région de Baton Rouge a commencé au début du XVIIIe siècle le long du fleuve Mississippi avec les missionnaires français jésuites et franciscains capucins. La première eucharistie a été célébrée le jour de l'An de 1722 sur le site actuel du Capitole de l'État. La première église permanente à être érigée est la chapelle Saint-François de la Pointe Coupée, construite en 1728. L'église Saint-Joseph de Baton Rouge, construite en 1853-1855, a été élevée cathédrale en 1961 par le pape Jean XXIII lors de la création du diocèse.

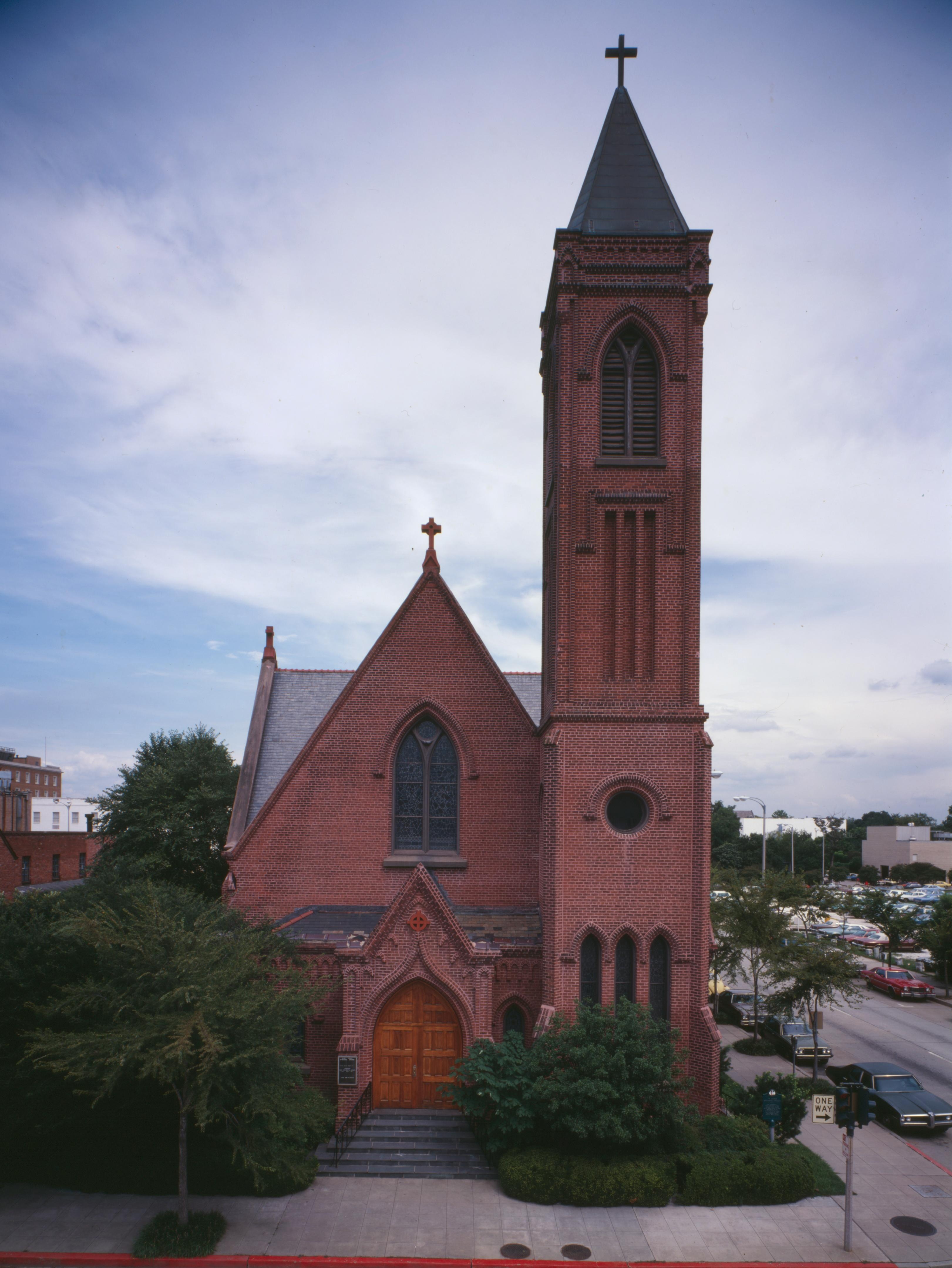
Saint James Episcopal Church.

Baton Rouge accueille de nombreuses églises chrétiennes : baptistes, catholiques romaines, luthériennes, méthodistes, pentecôtistes, presbytériennes, non confessionnelles et une église orthodoxe grecque, Holy Trinity. L'une d'elles est inscrite au registre des lieux historiques américains depuis 1978 : la Saint James Episcopal Church.
La tradition juive s'est organisée à Baton Rouge en 1858 lorsqu’une association de cimetière a été créée pour enterrer six Juifs morts de l’épidémie de fièvre jaune. L'année suivante une congrégation a été formée mais n'a pu construire de lieu de culte en raison de la guerre civile. La première synagogue a été édifiée en 1877 et a adopté deux ans plus tard le livre de prière réformé. Elle est devenue B'Nai Israël en 1885. En 1945, le rabbin Walter Peiser, forte figure antisioniste, a demandé à la congrégation de s'engager à rejeter l'idée d'une patrie juive, ce qui a eu pour conséquence la séparation de 29 familles juives qui ont fondé une synagogue libérale. Elle a pris le nom de Beth Shalom dans les années 1980. Depuis, les deux congrégations se sont progressivement rapprochées et se sont réunifiées le 22 août 2021, devenant la Congrégation juive unifiée de Baton Rouge.
La religion musulmane est par ailleurs présente depuis la fin du XXe siècle à Baton Rouge avec la mosquée Abdur Raqeeb et un centre islamique.
Il existe enfin deux temples bouddhistes à Baton Rouge : la pagode Tam Bao depuis 1985 et la Vietnamese Buddhist Association depuis 2011, ainsi qu'un temple hindou : le Hindu Samaj Temple.

## Économie

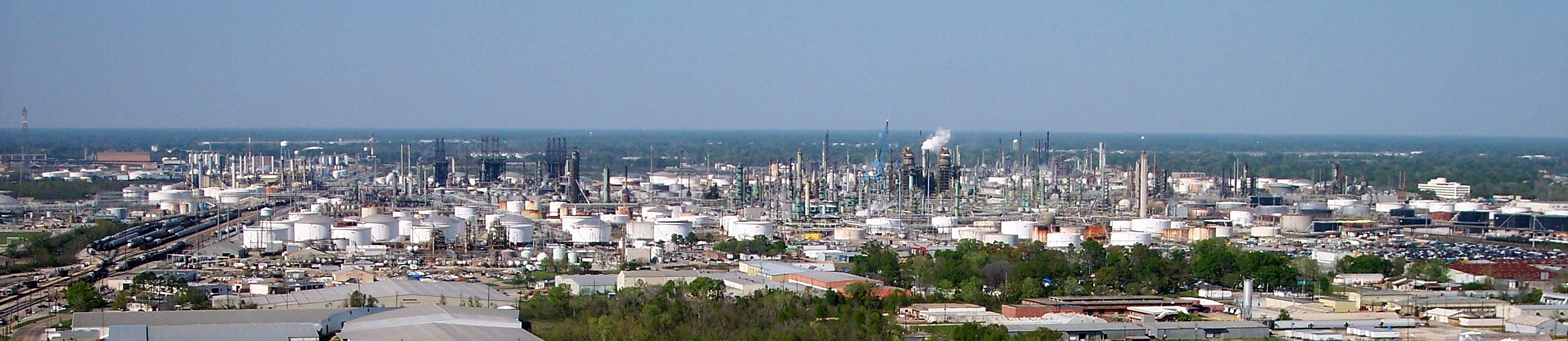
Raffinerie ExxonMobil vue depuis la tour du capitole

Bien qu'elle soit située à 237 km de la côte du golfe du Mexique, Baton Rouge accueille un grand complexe industrialo-portuaire. Le port exporte les céréales des Grandes Plaines par le Mississippi et les matières premières minières exploitées localement (pétrole et gaz naturel). C'est aussi un port d'importation de produits tropicaux venus d'Amérique latine ou des Caraïbes. En 2023, ce port intermodal est classé parmi les 15 premiers ports américains en termes de volume de fret (53 millions de tonnes par an). Sa capacité de tirant d'eau est de près de 14 mètres. Le port bénéficie d'une zone franche depuis le 2 novembre 1988 : la FTZ-154.
Baton Rouge abrite la seconde plus grande raffinerie des États-Unis, d’une capacité de raffinage de 500 000 barils de pétrole par jour, propriété d'ExxonMobil et de nombreux sites chimiques, liés par barges et pipe-lines aux autres sites du bord du Mississippi, de la côte du golfe du Mexique et de la zone de Houston.
La chambre de commerce de Baton Rouge a rejoint le réseau des chambres de commerce des Etats-Unis au début des années1920. Elle s'est engagée activement dans les grands projets de la ville qui retracent son histoire depuis le second quart du XXe siècle : développement du port de Baton Rouge, des liaisons fluviales intra-côtières, des services aériens et de la canalisation des fleuves ; amélioration des rues de la ville ; mesures de lutte contre les inondations ; création des quais municipaux ; construction du premier pont sur le Mississippi ; accompagnement des nouvelles installations industrielles, développement de l’éclairage public du centre-ville et soutien des activités de l’aéroport de Baton Rouge. Plus traditionnellement, elle organise depuis sa fondation des évènements de promotion des entreprises et industries des neuf paroisses qu'elle représente dans la région de Baton Rouge. Depuis 2022, elle s'attache à dynamiser la communauté d'affaires de son aire d'intervention avec, notamment, l'ambition de diversifier la base industrielle de Baton Rouge et de créer une économie plus inclusive.
Le tourisme constitue par ailleurs un pilier important de l'économie, bien que ses destinations principales soient La Nouvelle-Orléans et l'Acadiane qui attire les publics francophones depuis l'Europe ou le Canada.
Baton Rouge est le siège de l'université d'État de Louisiane (Louisiana State University), plus grande université de Louisiane et de l'université noire du Sud (Southern University).
Le stade de l'équipe de football américain, Tiger Stadium, peut abriter 92 000 spectateurs.

## Infrastructures de transport

### Transports terrestres
Baton Rouge est à la croisée de trois grandes autoroutes : 
- l'I-10, la transcontinentale la plus au sud du système Interstate
- l'I-12, entièrement située en Louisiane
- l'I-55, qui traverse le pays du sud au nord, reliant le Golfe du Mexique à la région des Grands Lacs.

Elle permet aussi l'accès aux autoroutes 190 et 65.
Baton Rouge dispose d'une gare routière sur Florida Boulevard : Greyhound Station, qui relève de l'entreprise ferroviaire Amtrak. Elle assure un service d'autobus interurbain et un service de taxi téléphonique.

### Transports fluviaux
Le port de Greater Baton Rouge donne un accès direct par barge à 32 états américains et deux provinces canadiennes. Situé en eau profonde, il peut accueillir des navires océaniques au terminal maritime Inland Rivers qui se trouve au large de la voie navigable intercostale. 

### Transports aériens

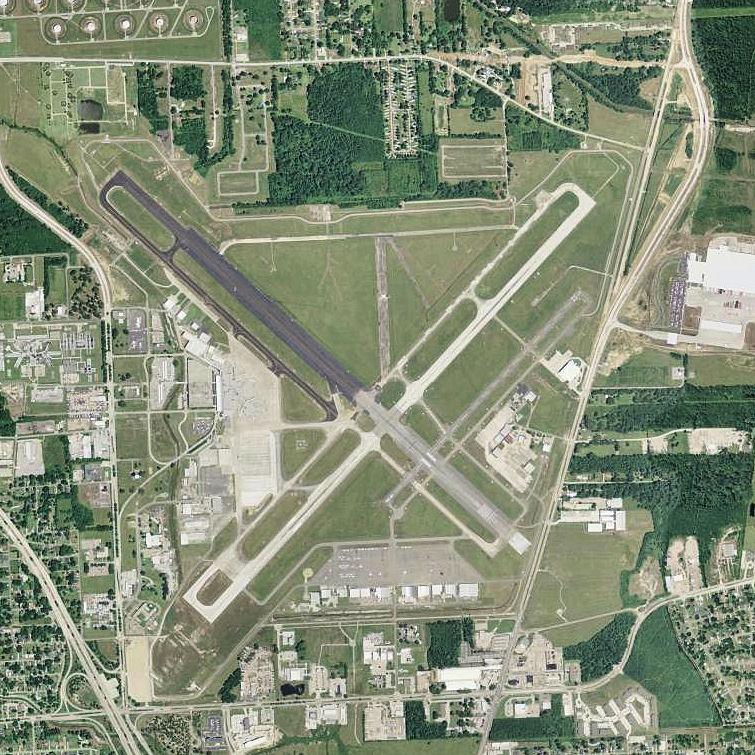
Vue aérienne de l'aéroport métropolitain de Baton Rouge.

Baton Rouge possède un aéroport de trois pistes (Ryan Field, code AITA : BTR). C'est le deuxième aéroport commercial d'importance de la Louisiane en termes de volume de passagers (486 912 au 1er septembre 2022). Il est entré en activité en janvier 1942 et a participé à des opérations militaires. Sa flotte se compose en 2020 de 112 avions monomoteurs, 38 avions multimoteurs, 22 avions à réaction et 18 hélicoptères.
Il propose des vols intérieurs pour Charlotte, Atlanta, Dallas et Houston et se trouve desservi par trois compagnies aériennes américaines : American Airlines, Delta Air Lines et United Airlines. Il propose par ailleurs des vols directs pour certains matchs de football des Tigers de LSU. Il assure enfin un service de taxis aériens.
Cet aéroport métropolitain dispose d'un terminal ultramoderne avec un atrium aménagé sur trois niveaux, une aire de restauration, une boutique de souvenirs, des magasins, un centre d'affaires, une zone wifi gratuite et une salle de conférence disponible à la location.
Il représente un atout économique majeur pour la ville et sa région, en générant un chiffre d'affaires de près de 1,1 milliard de dollars et plus de 4 500 emplois directs et indirects.
La ville accueille aussi un aéroport privé d'une seule piste, entré en activité en 1985 : l'aéroport La Coste Construction County (3LA3) dont l'aéronef se compose de deux avions monomoteurs et d'un hélicoptère.
Il s'y trouve par ailleurs quinze héliports privés dont ceux de la police (49LA), de l'hôpital général de Baton Rouge (21LA) et du centre médical général de Baton Rouge (LAOO).

## Monuments et culture
- Capitole de l'État de Louisiane (siège du gouvernement de l'État)
- Ancien Capitole
- USS Kidd (destroyer de la Seconde Guerre mondiale)
- Musée d'État de la Louisiane
- Independence Park Botanic Gardens, des jardins botaniques situés à Independance Park dont l'accès est gratuit le jour. On peut y admirer des plantes marécageuses, l'iris de Louisiane, de myrte…

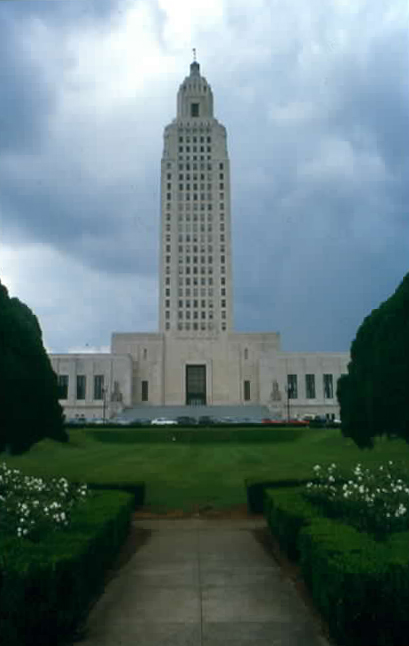
Capitole de Louisiane.
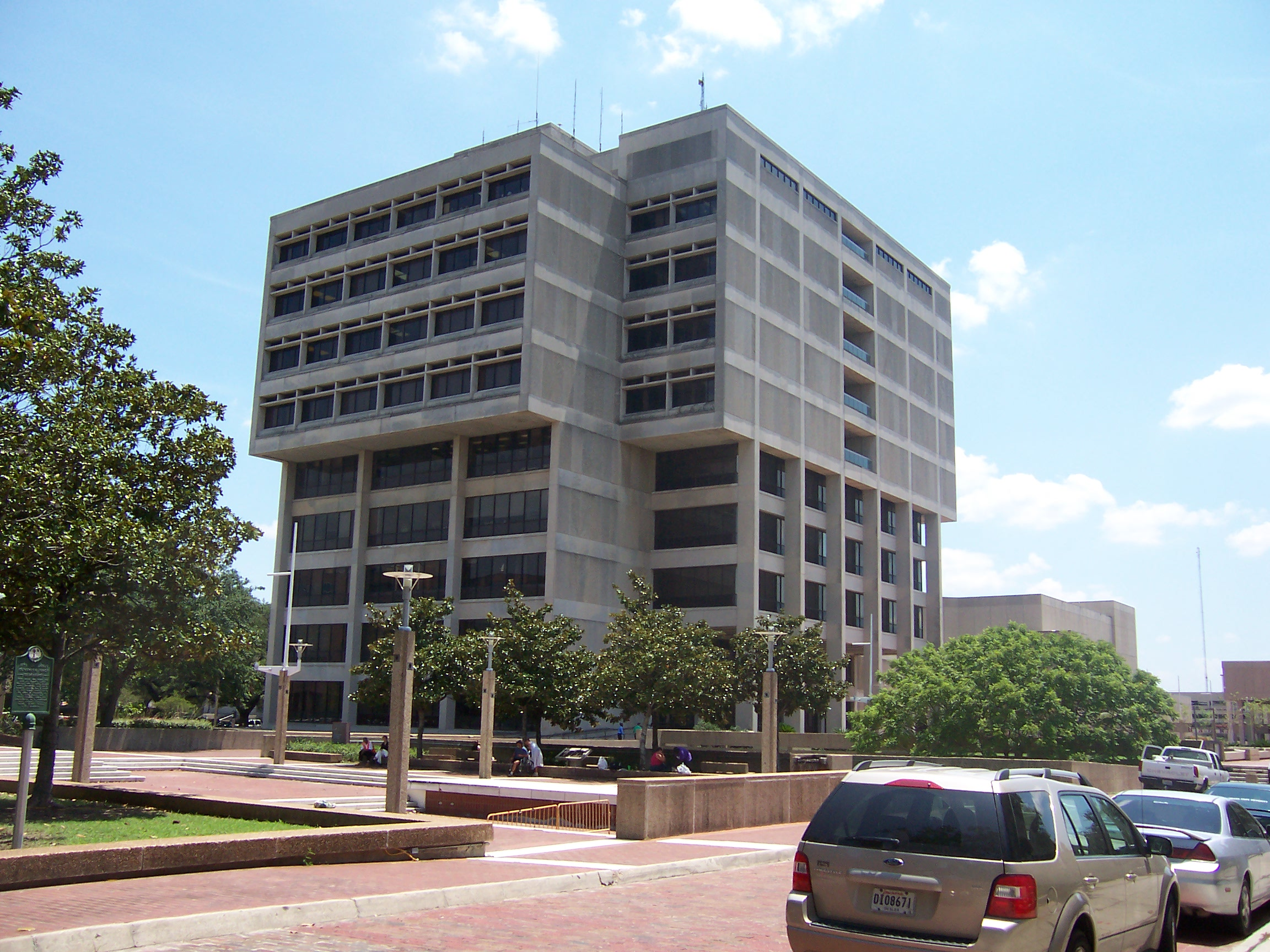
Immeuble gouvernemental.

## Jumelages
- Aix-en-Provence (France) depuis 1999
- Córdoba (Veracruz) (Mexique)
- Taichung (Taïwan)
- Port-au-Prince (Haïti)
- Taipei (Taïwan) (partenariat en projet)

## Honneur
L'astéroïde (11739) Bâton-Rouge est nommé en son honneur.